# Lauter (Rhein, Neuburg)
Die Lauter, französisch la Lauter, am Unterlauf in keltisch-römischer Zeit Murga, heute am gesamten Oberlauf im südlichen Pfälzerwald, dem deutschen Teil des Wasgaus bis zur französischen Grenze Wieslauter genannt, ist ein linker Nebenfluss des Rheins in Rheinland-Pfalz und dem Elsass (Region Grand Est).
Als Gewässer III. Ordnung eingestuft, ist die Lauter – neben Speyerbach, Queich und Schwarzbach – die Entwässerungsachse eines der vier großen Flusssysteme des Pfälzerwalds. Nach der Wasserwirtschaftsverwaltung Rheinland-Pfalz, welche die Quelle 600 m weiter nördlich sieht als vom Pfälzerwald-Verein (PWV) vor langer Zeit festgelegt (vgl. Abschnitt Quellen), ist die Lauter 74,7 km lang. Unter Einbeziehung ihres Hauptquellflusses Wartenbach oder über den starken rechten Zufluss Salzbach erreicht ihr längster Fließweg sogar gut 80 km.
Der gesamte Bereich um die Quellen von Wieslauter, Wartenbach und Scheidbach bildet die fast 24 km² große Kernzone Quellgebiet der Wieslauter des Naturparks Pfälzerwald.

## Name
Die Lauter hieß am Unterlauf in keltisch-römischer Zeit Murga.
Der Name Lauter ist nach Auffassung von Hermann Schreibmüller, Theodor Zink und Ernst Christmann hergeleitet von „Hlutara(ha)“, einem althochdeutschen Wort, mit dem einst ein reines, klares oder helles Gewässer bezeichnet wurde und das auch heute noch als Adjektiv „lauter“ existiert. Bezüglich dieser Interpretation herrscht allerdings kein Konsens.
Den Namen Wieslauter trägt der Fluss am Oberlauf zur Unterscheidung von der zweiten pfälzischen Lauter, die bei Kaiserslautern entspringt und auch Waldlauter genannt wird. Die Namenserweiterung auf Wieslauter ist ungeklärt; diskutiert werden zwei unterschiedliche sprachliche Quellen: Obwohl der obere Bachabschnitt mehr durch Wald als durch Wiesen führt, wäre angesichts einiger breiter Flussauen Wiese als Ursprung denkbar. Tatsächlich war der Fluss südlich von Dahn bis in die 1950er Jahre von regelmäßig bewirtschafteten Wiesen umgeben. Die alte Bezeichnung „Wäschlauterhof“ für den Wieslauterhof, einen Weiler im Quellgebiet, lässt allerdings den Umstand, dass das Wasser der Lauter zum Reinigen der Wäsche eingesetzt wurde, als ähnlich plausibel für die Namensgebung erscheinen. Erstmals taucht diese Variante für den Quellfluss Scheidbach als Wyseluthera in einem Weistum des Klosters Hornbach im Jahr 828 auf. Im Zuge der rheinland-pfälzischen Verwaltungsreform wurde der Fluss zum Namensgeber der 1969 neu geschaffenen Gemeinde Wieslautern. Sie entstand durch Zusammenlegung von Bruchweiler-Bärenbach und Bundenthal, wurde jedoch auf Betreiben Bundenthals 1989 wieder aufgelöst.

### Quellen

Rittersteine und der Auslass der Gambsklause
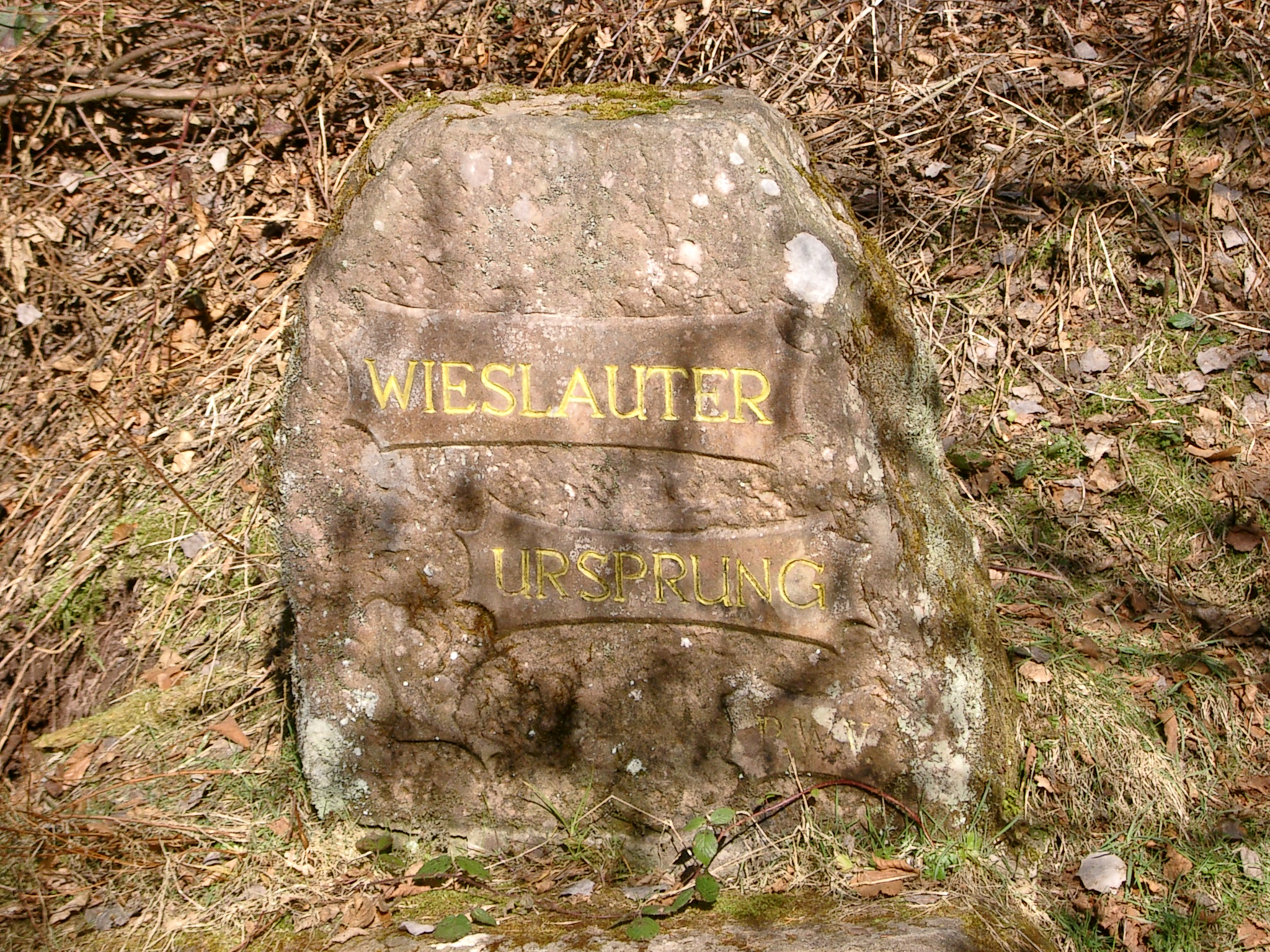
Ritterstein 230 „Wieslauter-Ursprung“ (nach PWV)
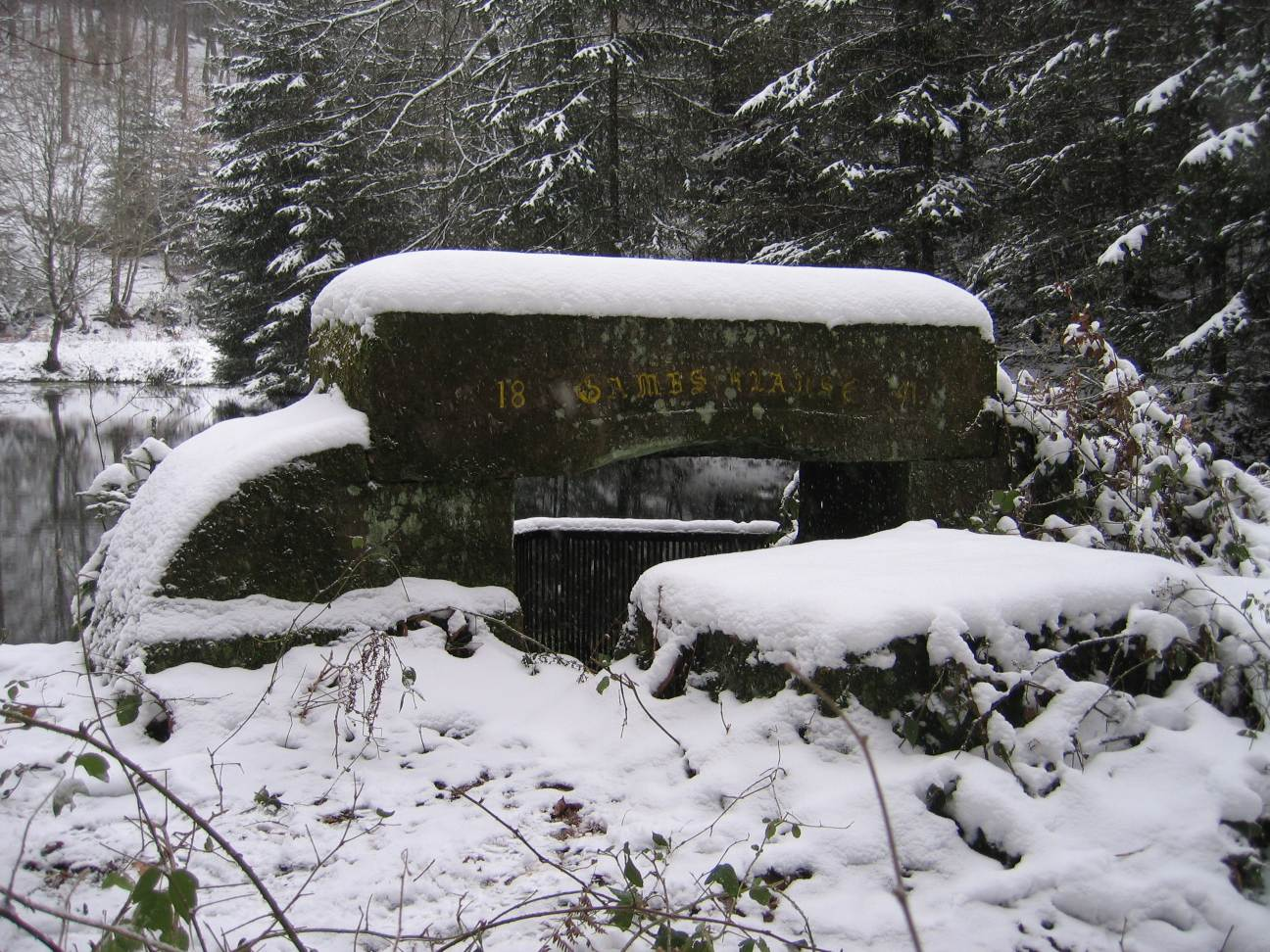
Ritterstein 232 an der Gambsklause (Wartenbach)
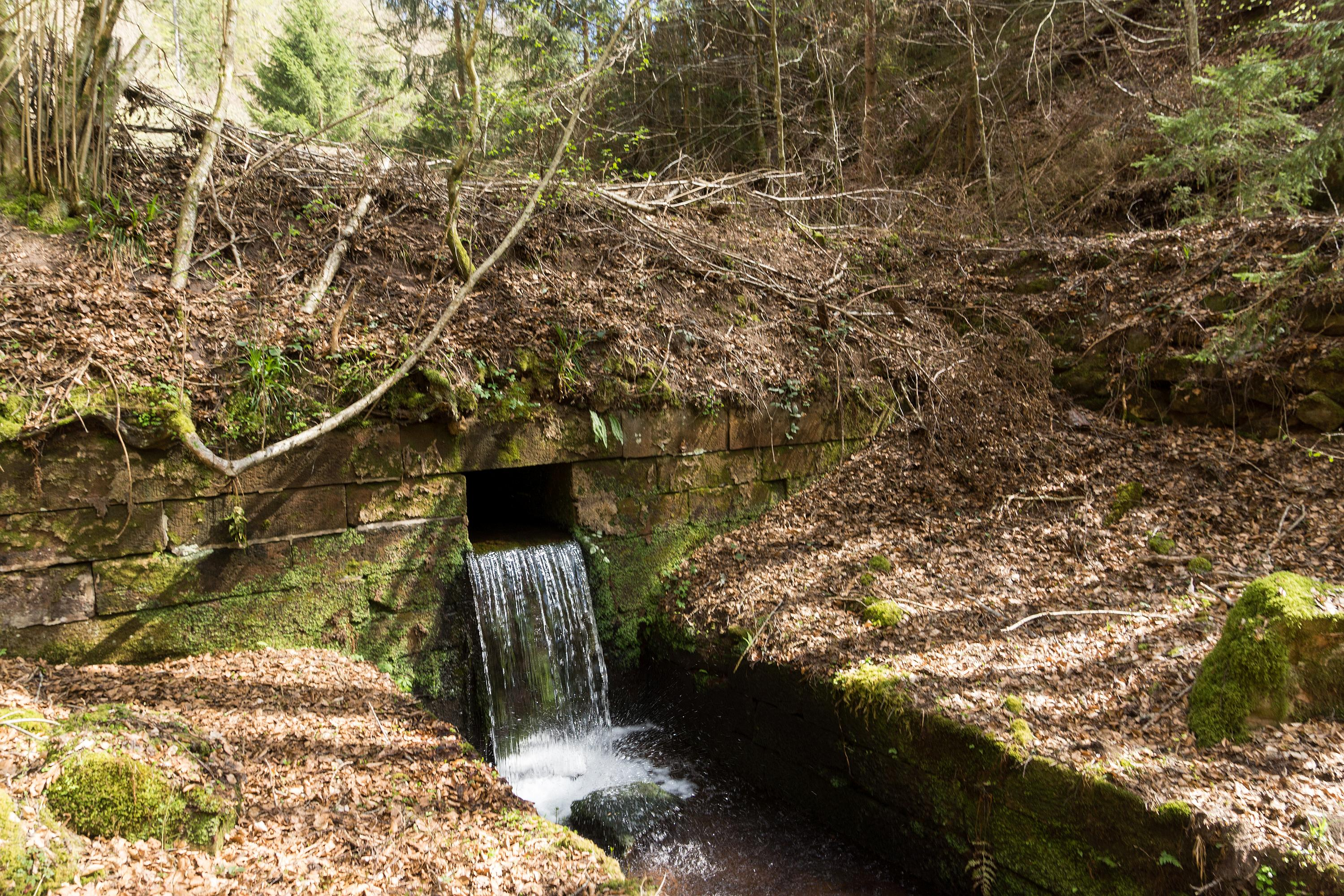
Auslass der Gambsklause
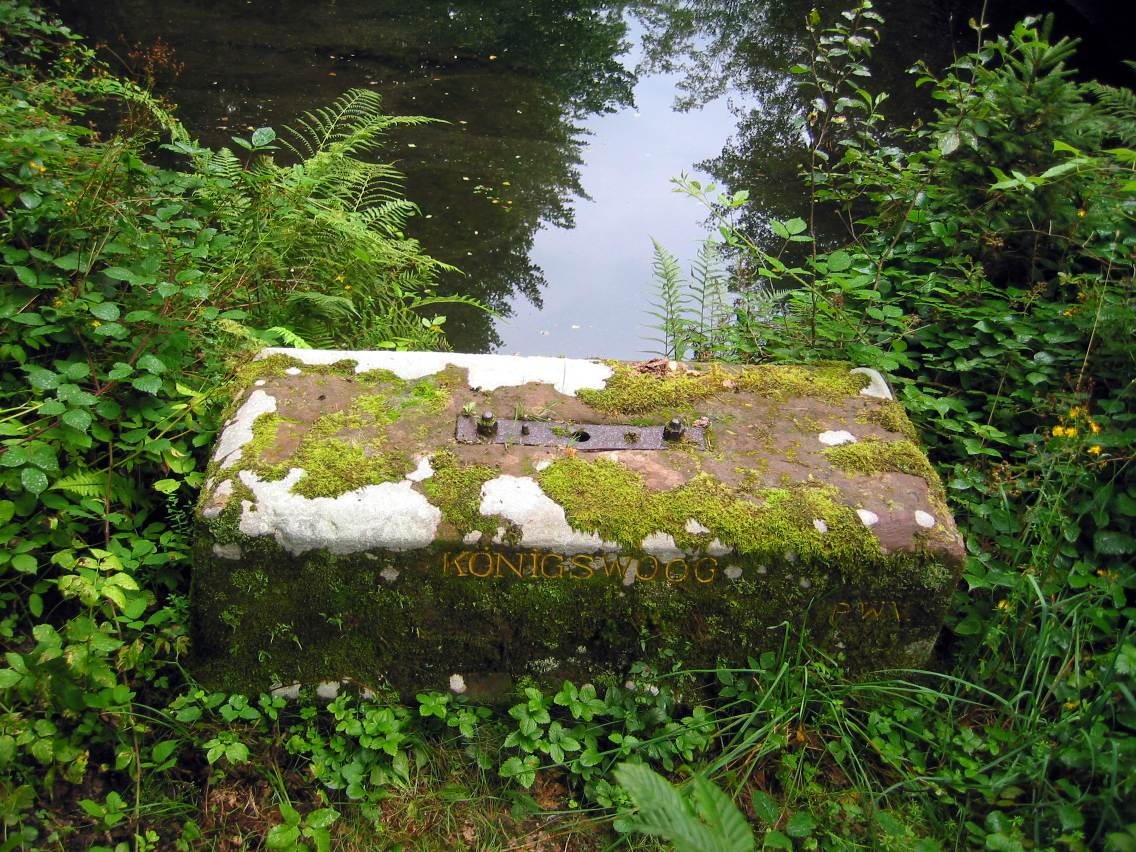
Ritterstein 56 am Königswoog

## Geographie

### Verlauf

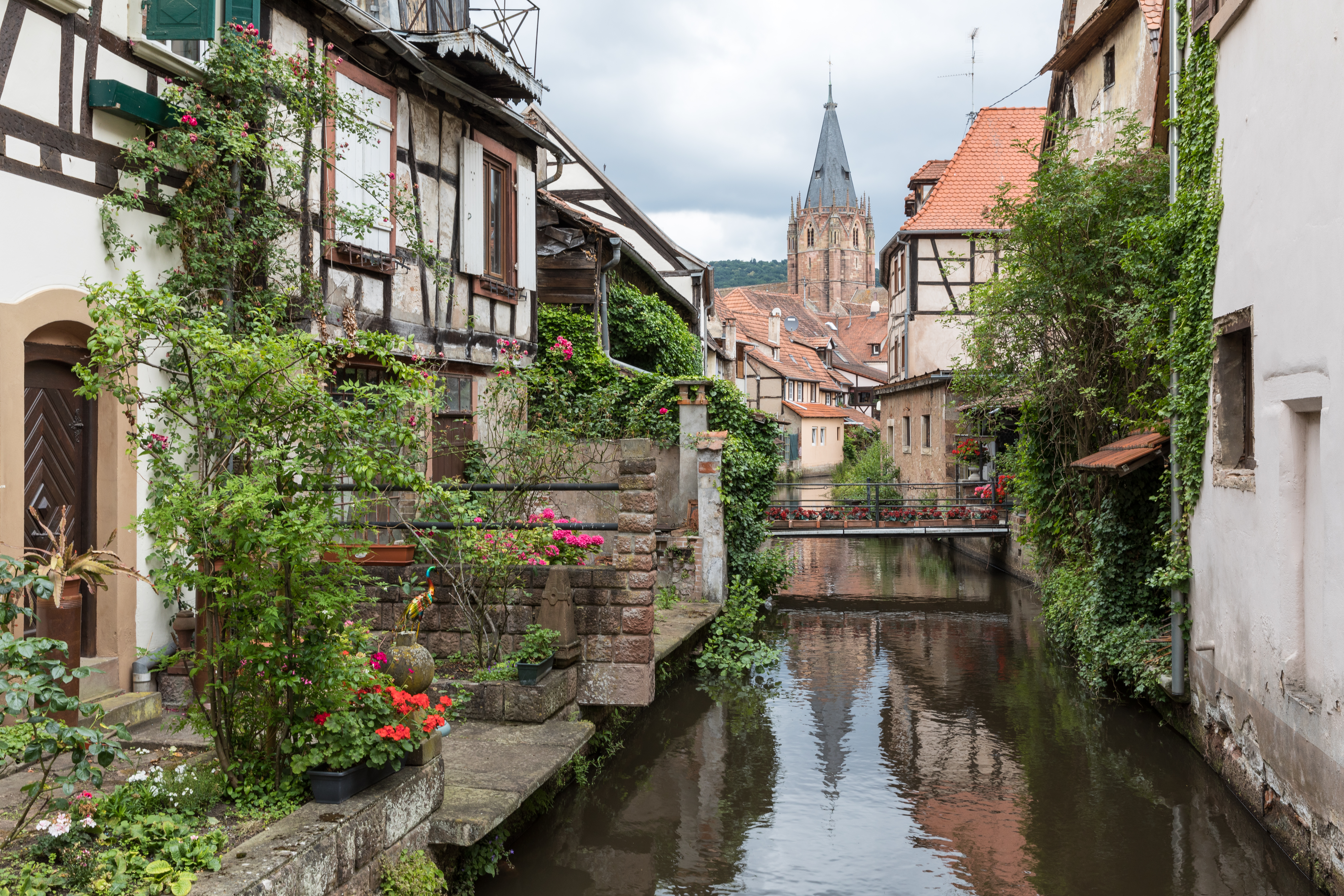
Der Lauterkanal in Wissembourg

Die vereinigte Wieslauter zieht nun in südlicher, später mehr südwestlicher Richtung durch das Zieglertal, wo sie die Grenze zwischen Münchweiler und Wilgartswiesen bildet, auf Hinterweidenthal zu. Dort fließt ihr in einer fünfgliedrigen Talspinne, die vom Handschuh-Kopf überragt wird, von rechts aus fast gegenläufiger Talrichtung der stärkste Nebenfluss zu, der fast 18 km lange Salzbach, der nordöstlich des Hohen Kopfs (467,4 m) als Kröppenbach entspringt und seinen Namen zunächst in Buchbach und dann in Salzbach ändert. 200 m flussabwärts mündet gegenüber der 9,3 km lange Horbach.

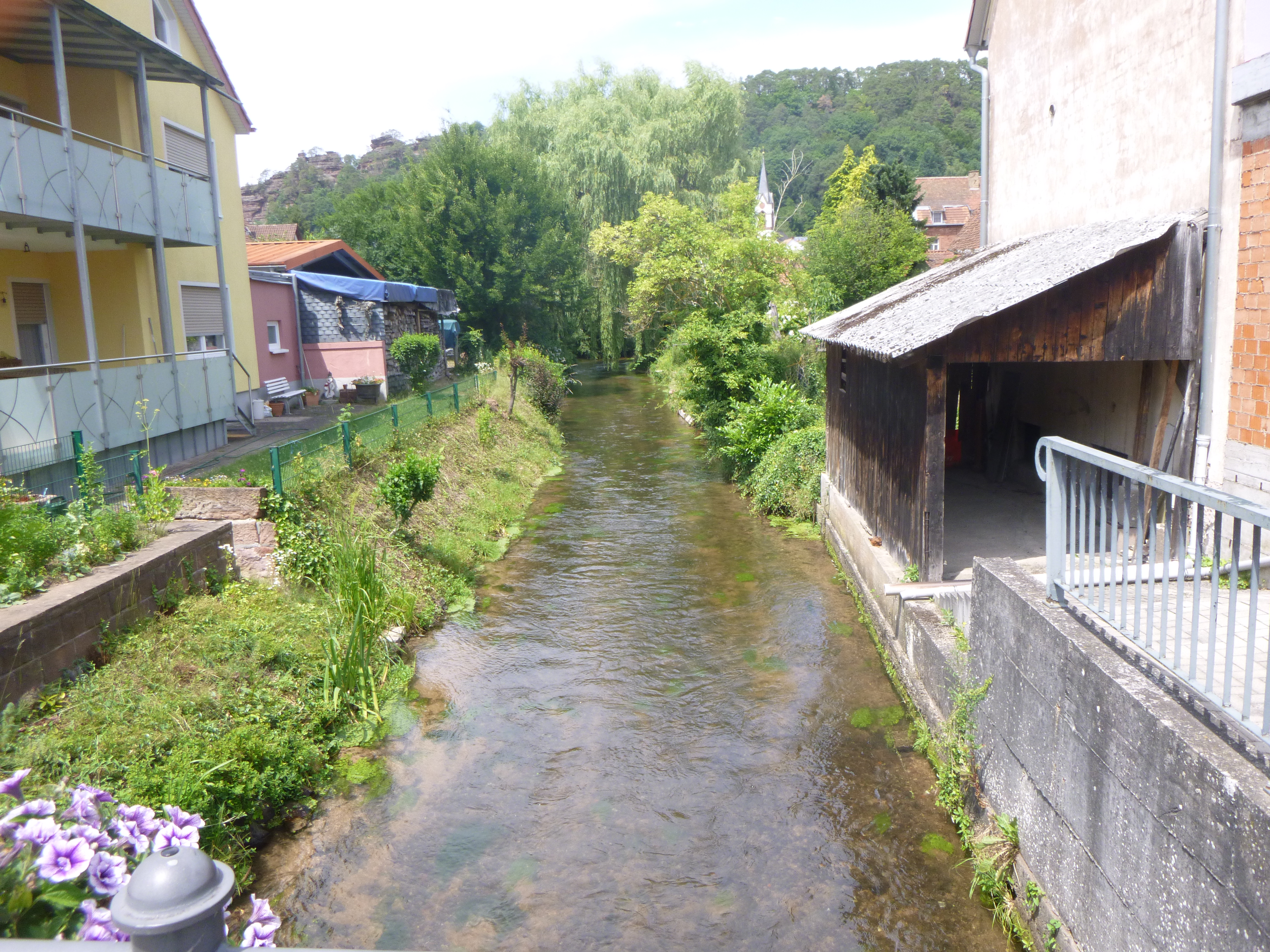
Die Wieslauter in Dahn

Kurz vor Dahn mündet von rechts und sehr stumpf der 6,6 km lange Moosbach, der kurz vor seiner Mündung den knapp 300 m langen Neudahner Weiher füllt. Die Wieslauter wechselt hier ihre Laufrichtung auf Südost. Sie passiert Bruchweiler-Bärenbach sowie Bundenthal und verläuft zwischen dem Jüngstberg sowie dem Rauhberg. Bei Niederschlettenbach nimmt sie von links den 9 km langen und von Nord nach Süd fließenden Erlenbach auf.
5 km hinter Bobenthal – nachdem sie links den Bobenthaler Knopf und den Probstberg passiert hat – überquert die Wieslauter die Staatsgrenze von Deutschland nach Frankreich, wo sie la Lauter genannt wird. Südöstlich vor ihr erhebt sich die 506 m hohe Scherhol, die der Fluss in markanten Kurven nördlich umfließt. Anschließend durchquert er Wissembourg (Weißenburg, Elsass), wo er von einer etwa 2 km langen linken Ableitung, dem Lauterkanal, begleitet wird, und erreicht nach dessen Rückmündung die Oberrheinische Tiefebene.

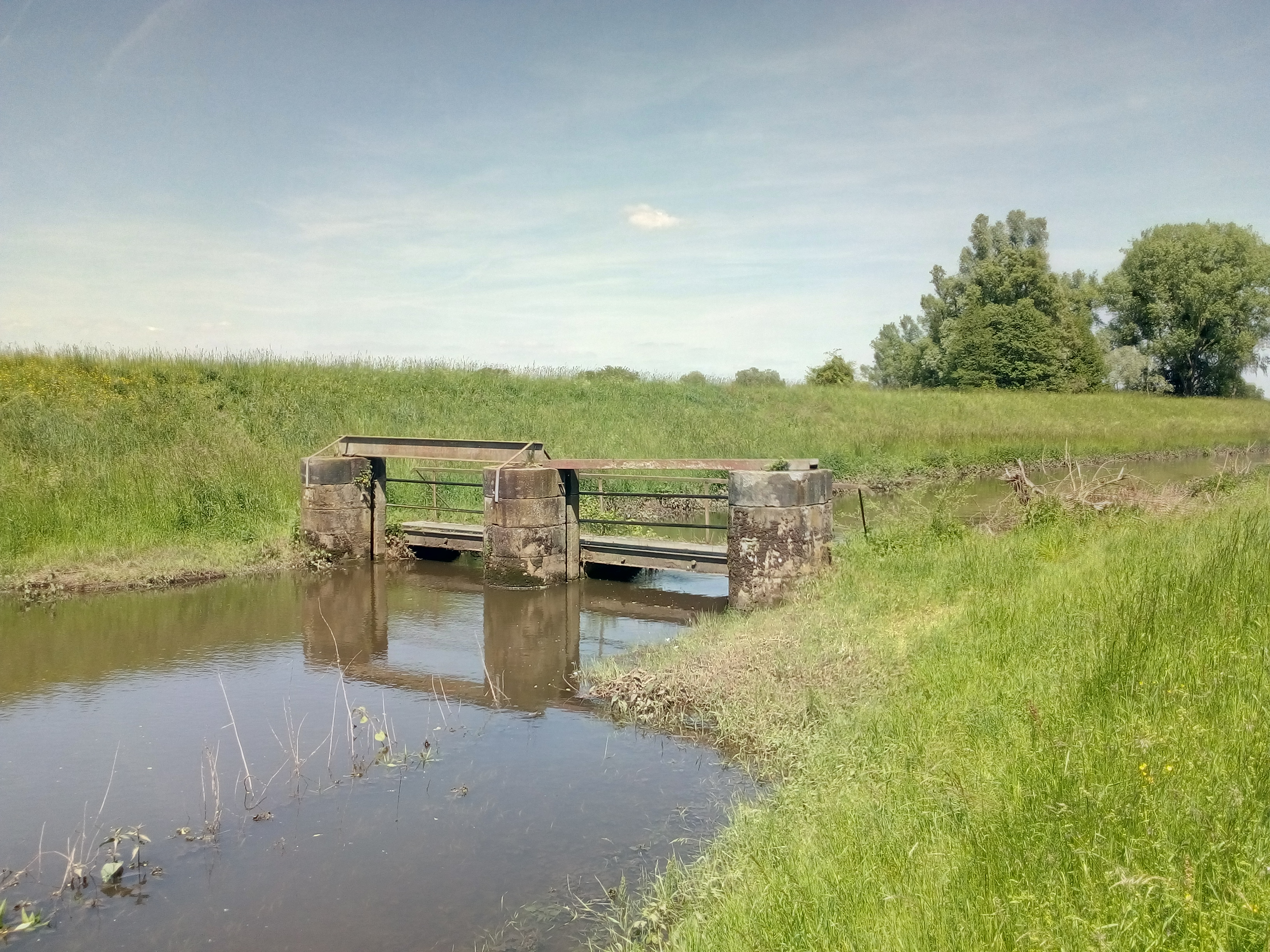
Neue Lauter 3 km vor der Mündung

Von hier verläuft die Lauter, weiterhin in südöstlicher Richtung, am Südrand des Bienwalds und bildet im Wesentlichen die Grenze zwischen Deutschland und Frankreich, bevor sie bei Lauterbourg (Lauterburg, Elsass) für die letzten 5 km links der alten Abflusslinie als Neue Lauter Frankreich wieder verlässt. Bei Neuburg mündet die Lauter nach fast 75 km auf 105 m Höhe bei Rheinkilometer 355,5 in den Rhein.
Die deutsche Seite der unteren Lauter im Bereich des Bienwalds ist seit 1982 als Naturschutzgebiet Lauterniederung ausgewiesen, auf der französischen Seite erstreckt sich der Naturraum Forêt de Wissembourg, der morphologisch Teil des Bienwalds ist.
Die Alte Lauter südlich des neuen Mündungsarms markiert bis zu ihrer eigenen Mündung in den Rhein (nach 4 km) weiterhin die Staatsgrenze. Die Mündung ist der östlichste Punkt Frankreichs und der südlichste Punkt von Rheinland-Pfalz.
Der fast 75 km lange Lauf der Lauter endet ungefähr 154 Höhenmeter (Hm) unterhalb ihrer Quelle, sie hat somit ein mittleres Sohlgefälle von etwa 2,1 ‰. Wird der Hauptquellfluss Wartenbach eingerechnet, summieren sich die Höhenmeter auf 284, und das Sohlgefälle nimmt auf 3,6 ‰ zu. Bezogen auf den Nebenfluss Salzbach ergeben sich sogar 311 Hm und ein Sohlgefälle von 3,9 ‰.

### Zuflüsse und Abzweigungen
| Zuflüsse ab 5 km Länge, Angabe talwärts |

Nachfolgend sind alle amtlich erfassten Zuflüsse der Lauter aufgelistet mit orographischer Mündungsseite, Länge in km und (soweit angegeben) Einzugsgebiet in km².
Abschnitt Wieslauter
- Bach am Wieslauterhof (rechts), 0,4 km und 0,93 km²
- Wartenbach (links), 7,2 km und 18,30 km²
  - Scheidbach (links), 4,3 km und 7,87 km²
- Lembach (links), 1,4 km und 2,00 km²
- Bach von der Kuhquelle (links), 0,1 km und 0,28 km²
- Salzbach (rechts), 17,9 km und 52,38 km²
- Horbach (links), 9,3 km und 19,45 km²
- Hinterweidentaler Bach (links), 0,9 km und 0,27 km²
- Seebach (links), 2,1 km und 11,52 km²
- Dreikönigsgraben (linker Nebenarm), 1,0 km
- Moosbach (rechts), 6,6 km und 13,60 km²
- Heimbach (links), 1,6 km und 1,99 km²
- Kaltenbächel, auch Bach vom Büttelwoog (rechts), 1,2 km und 2,08 km²
- Langenbach (links), 4,9 km und 10,13 km²
- Kuhbach (links), 3,5 km und 7,54 km²
- Geiersteinbach, auch Bach am Sandbühlerhof (links), 2,2 km und 5,72 km²
- Wöllmersbach (rechts), 2,1 km und 6,45 km²
- Dumbach, auch Fischteichbach (rechts), 1,5 km und 3,99 km²
- Rumbach (rechts), 2,7 km und 5,44 km²
- Schüsselbach, auch Bach aus der Dennenhalde (rechts), 0,8 km und 1,24 km²
- Rechtenbach, auch Bach vom Johannesbrunnen (links), 2,4 km und 2,00 km²
- Litschbach (rechts), 5,3 km und 4,47 km²
- Erlenbach (links), 9,0 km und 18,85 km²
- Portzbach (rechts), 8,3 km und 15,10 km²
- Eulenbach (rechts), 1,2 km und 2,20 km²
- Woogbach (rechts), 2,4 km und 4,99 km²
- Klaffental(bach) (rechts), 1,8 km und 2,65 km²
- Bockbach (links), 1,0 km und 0,52 km²
- Alschbächel (rechts), 1,8 km und 1,51 km²
- Lauterbach (Ruisseau le Klein Lauterbach[16]) (rechts), 3,6 km und 8,12 km²
- Reisbach (links), 5,6 km und 9,46 km²
- Buchbächel (links), 1,8 km und 1,55 km²
- Buchbach[17] (links), 5,0 km und 7,11 km²
- Heiligenbach, frz. Heylenbach (links)

Abschnitt Lauter
- Hasselbach (Ruisseau Hasselbach) (links), 1,3 km[19]
- Steinbachhohl (links), 2,0 km
- Markbach (links), 2,2 km[20]
- Hängelgraben (links), 3,9 km und 2,25 km²
- Rußbach (links), 7,3 km und 8,76 km²
- Hardtbach (rechts), 5,5 km[21][22] und 21,35 km²
- Siegen (rechts), 4,0 km[23][24] und 5,68 km²
- Landbach (rechts), 7,5 km[25][26] und 14,60 km²
- Alte Lauter (rechte Abzweigung), 4,8 km und 2,30 km²
- Mühlgraben (rechts)
- Neuburger Altrhein (linke Abzweigung), 1,0 km und 0,35 km²

### Ortschaften
- Merzalben (Waldgemarkung)
- Kaltenbach
- Hinterweidenthal
- Stadt Dahn
- Bruchweiler-Bärenbach
- Rumbach
- Bundenthal
- Niederschlettenbach
- Bobenthal
- Stadt Wissembourg (Frankreich)

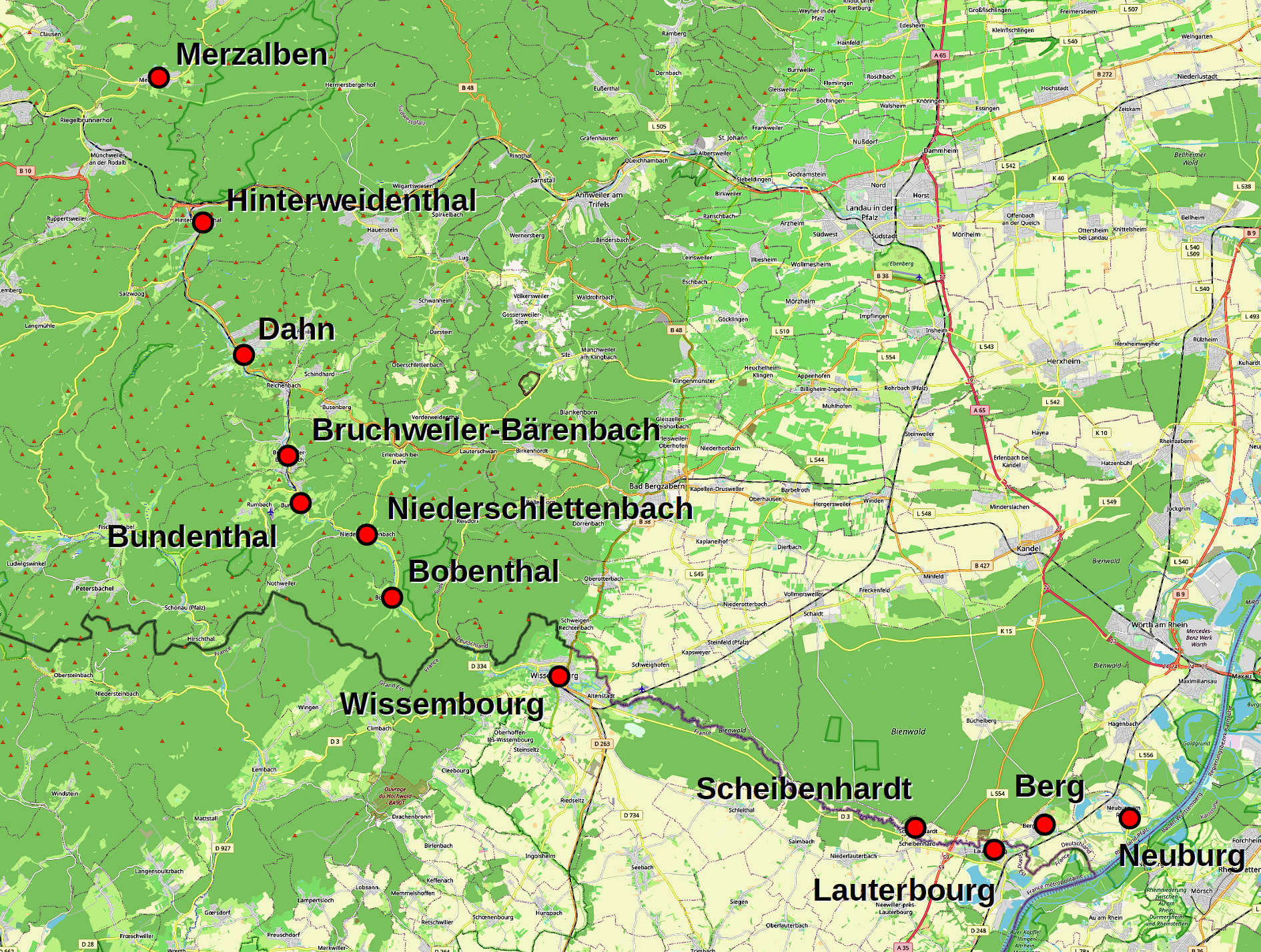
Ortschaften entlang des Laufs der Lauter

- Scheibenhardt (links, Deutschland) / Scheibenhard (rechts, Frankreich)
- Stadt Lauterbourg (Frankreich)
- Berg
- Neuburg

## Geschichte
Im Spätmittelalter wurde entlang der unteren Lauter der Saugraben angelegt, um die häufig trockenfallenden Bäche im Bienwald mit Wasser zu versorgen; Überreste haben bis in die Gegenwart überdauert. Gegen Ende des 15. Jahrhunderts mussten sich sowohl der römisch-deutsche Kaiser als auch zwei nacheinander amtierende Päpste, Innozenz VIII. und Alexander VI., mit der „Wasserfehde“ befassen, die Hans von Trotha, Ritter von Burg Berwartstein, mit dem Kloster Weißenburg und dessen Abt Heinrich (Henricus) austrug: Zuerst ließ der Ritter, der im Sagengut der Region zum Kinderschreck „Hans Trapp“ geworden ist, bei Bobenthal die Wieslauter aufstauen und entzog so dem abwärts gelegenen Städtchen Weißenburg das Wasser; nach Beschwerden des Klosters sorgte er für das Einreißen des Dammes und verursachte in Weißenburg eine gewaltige Überschwemmung mit erheblichen wirtschaftlichen Schäden.

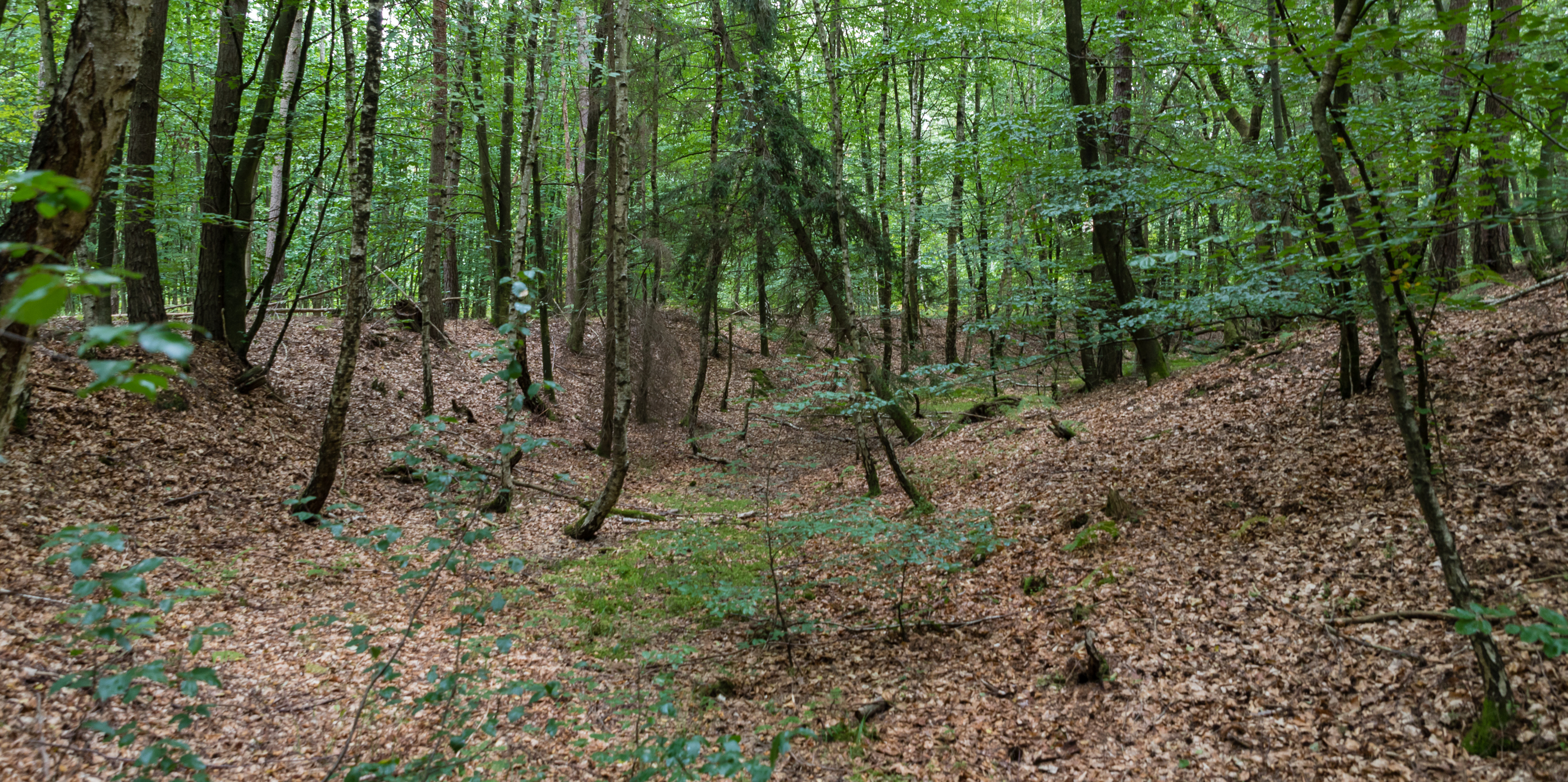
Reste der Weißenburger Linien im Bienwald

Im Spanischen Erbfolgekrieg (1701–1714) ließ der französische Marschall Claude-Louis-Hector de Villars zur Sicherung des Elsass zwischen Wissembourg und Lauterbourg im Einzugsgebiet der Lauter die sogenannten Weißenburger Linien anlegen, die im Österreichischen Erbfolgekrieg sowie während der Koalitionskriege – bei der Schlacht an den Weißenburger Linien – von ähnlicher Bedeutung waren.

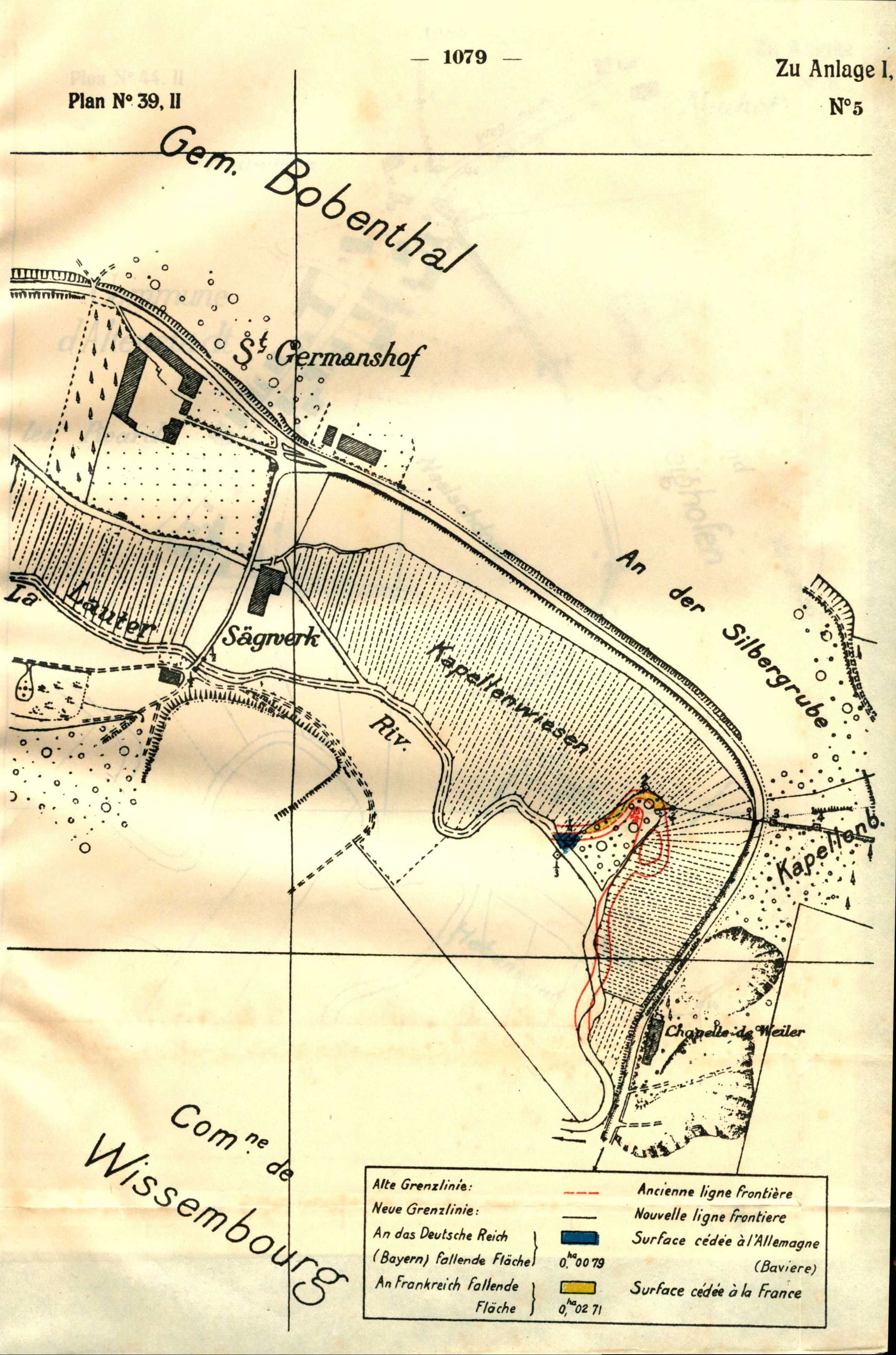
Karte der Lauter von 1927 im Bereich Bobenthal

Das Gebiet um die obere Wieslauter und deren Quellbäche gehörte bis zum Anfang des 19. Jahrhunderts zur Markgrafschaft Baden; nördlich des Weißenbergs finden sich noch historische Grenzsteine, und auch der Name „Scheidbach“ deutet auf seine Eigenschaft als Grenzgewässer hin. Mit dem Frieden von Lunéville (1801) wurde das gesamte linksrheinische Deutschland formal und völkerrechtlich Teil der Französischen Republik und blieb es bis zu Napoleons Entmachtung 1815. Beim Wiener Kongress im gleichen Jahr wurde die Lauter zwischen Wissembourg und Lauterbourg fast durchweg als Grenzfluss zwischen Bayern und Frankreich festgelegt. Da sie mitten durch die Gemeinde Scheibenhardt floss, ist dieser Ort seither politisch zweigeteilt – in das deutsche Scheibenhardt und das französische Scheibenhard.
Im Deutsch-Französischen Krieg war vor allem das Einzugsgebiet der unteren Lauter Aufmarschgebiet der deutschen Armee. Bei einem Erkundungsritt im Juli 1870 überquerte der deutsche Graf Zeppelin mit einem Dutzend Gefolgsleuten vormittags die Lauter und überraschte damit die französische Gegenseite. Die strategische Bedeutung des Flusses äußerte sich in der Benennung eines Platzes in Berlin, der ab 1875 Lauterplatz hieß und erst seit 1964 den Namen Breslauer Platz trägt.
Überschwemmungen waren bereits 1826 Anlass für eine erste Flussbegradigung zwischen Bärenbach und Bundenthal gewesen. In den 1880er Jahren wurde Dahn von einer Überschwemmung heimgesucht. Während des extrem kalten Winters 1928/1929 war die Lauter teilweise zugefroren. Ab 1934 erfolgte schrittweise eine Begradigung des Gewässers, die über Bundenthal hinausging.
In der Endphase des Zweiten Weltkriegs überschritt die 14th Armored Division der US-Armee im Zuge des Unternehmens Nordwind den Fluss in Richtung Süden, was die sogenannte „Straßburger Kontroverse“ mit Frankreich auslöste. Als Kriegsfolge wurden 1946 die beiden Teile des deutschen Mundatwalds, die links der Lauter – nordwestlich bzw. östlich von Weißenburg – liegen, durch Frankreich annektiert und erst 1986 an Deutschland zurückgegeben. Zum Zweck der Errichtung des Industriegebiets im Dahner Stadtteil Reichenbach ab etwa 1960 musste die Lauter in diesem Bereich zwecks Flächengewinnung nach links (Nordosten) verlegt werden.

## Verkehr

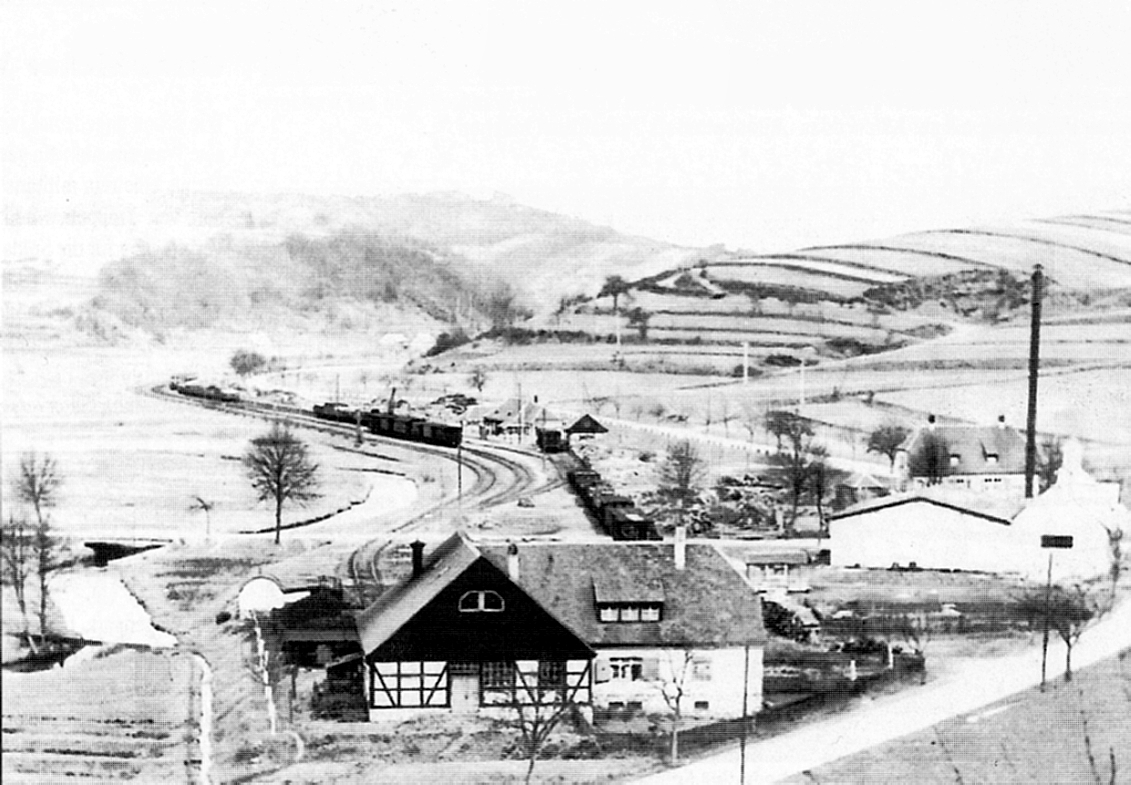
Bahnhof Bundenthal-Rumbach im Jahr 1911, links im Bild die Lauter

Seit 1911 verläuft die Wieslauterbahn von Hinterweidenthal bis Bundenthal durch das Flusstal. 1966 bzw. 1976 wurde der Personenverkehr eingestellt, der Güterverkehr folgte 1995. Seit 1997 ist die Strecke im Ausflugsverkehr reaktiviert. Die Bahnstrecken Neustadt–Wissembourg und Wörth–Strasbourg überqueren mit der Lauter gleichzeitig die deutsch-französische Staatsgrenze. Unweit der unteren Lauter verlief auf elsässischer Seite von 1900 bis 1958 die Bahnstrecke Lauterbourg–Wissembourg.
Die Bundesstraße 427 orientiert sich von Hinterweidenthal bis Dahn am Verlauf der Lauter. Auf Höhe von Hinterweidenthal-Kaltenbach überquert die Bundesstraße 10 das Gewässer. Die Bundesstraße 9 wird unmittelbar nach dem Grenzübergang im Bienwald zur Autoroute A 35.

## Sehenswürdigkeiten und Tourismus

### Denkmäler und kulturelle Sehenswürdigkeiten
Im Zieglertal stehen oberhalb bzw. unterhalb der Lembachmündung zwei Rittersteine, die an ehemalige Niederlassungen erinnern, Nr. 38 an den Waldbauernhof Vogelshütte und Nr. 39 an das herrschaftliche Kunzelmannsgut. Von Hinterweidenthal bis Bruchweiler-Bärenbach wurde ein Planetenweg geschaffen, der entlang der Wanderstrecke ein verkleinertes Modell des Sonnensystems umsetzt.
Das bei Kaltenbach beginnende Dahner Felsenland ist besonders reich an Felsformationen aus Sandstein. Touristische Sehenswürdigkeiten im Umland der Wieslauter sind beispielsweise der Pilzfelsen Teufelstisch bei Hinterweidenthal und der 70 m hohe Jungfernsprung in Dahn, um die sich Sagen ranken.
Westlich von Niederschlettenbach weisen zwei Rittersteine auf ehemalige Eisenerzgruben hin, die links der Wieslauter 100 m voneinander entfernt in den Berg getrieben worden waren.

Rittersteine und Naturdenkmäler
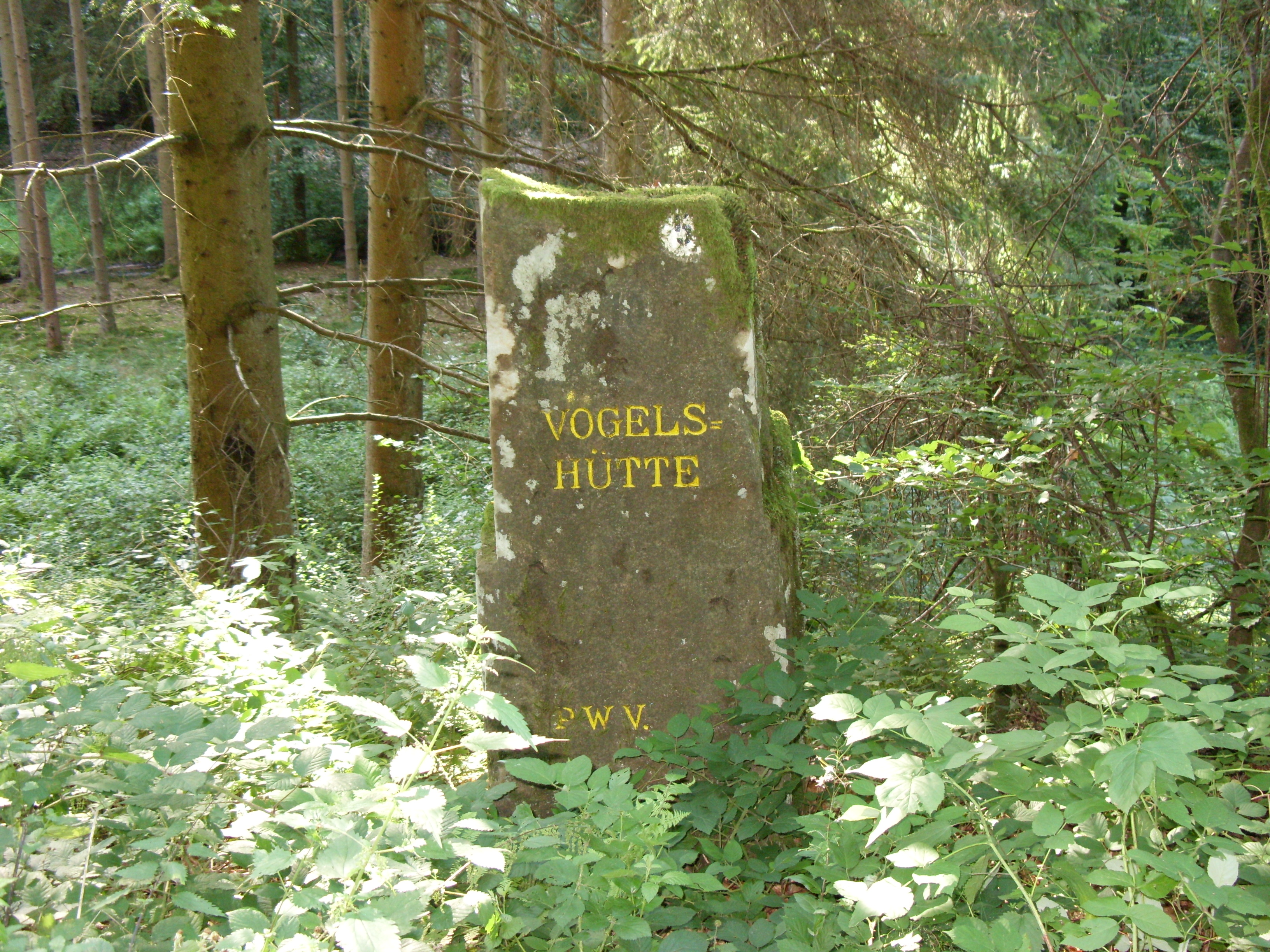
Ritterstein 38 Vogelshütte
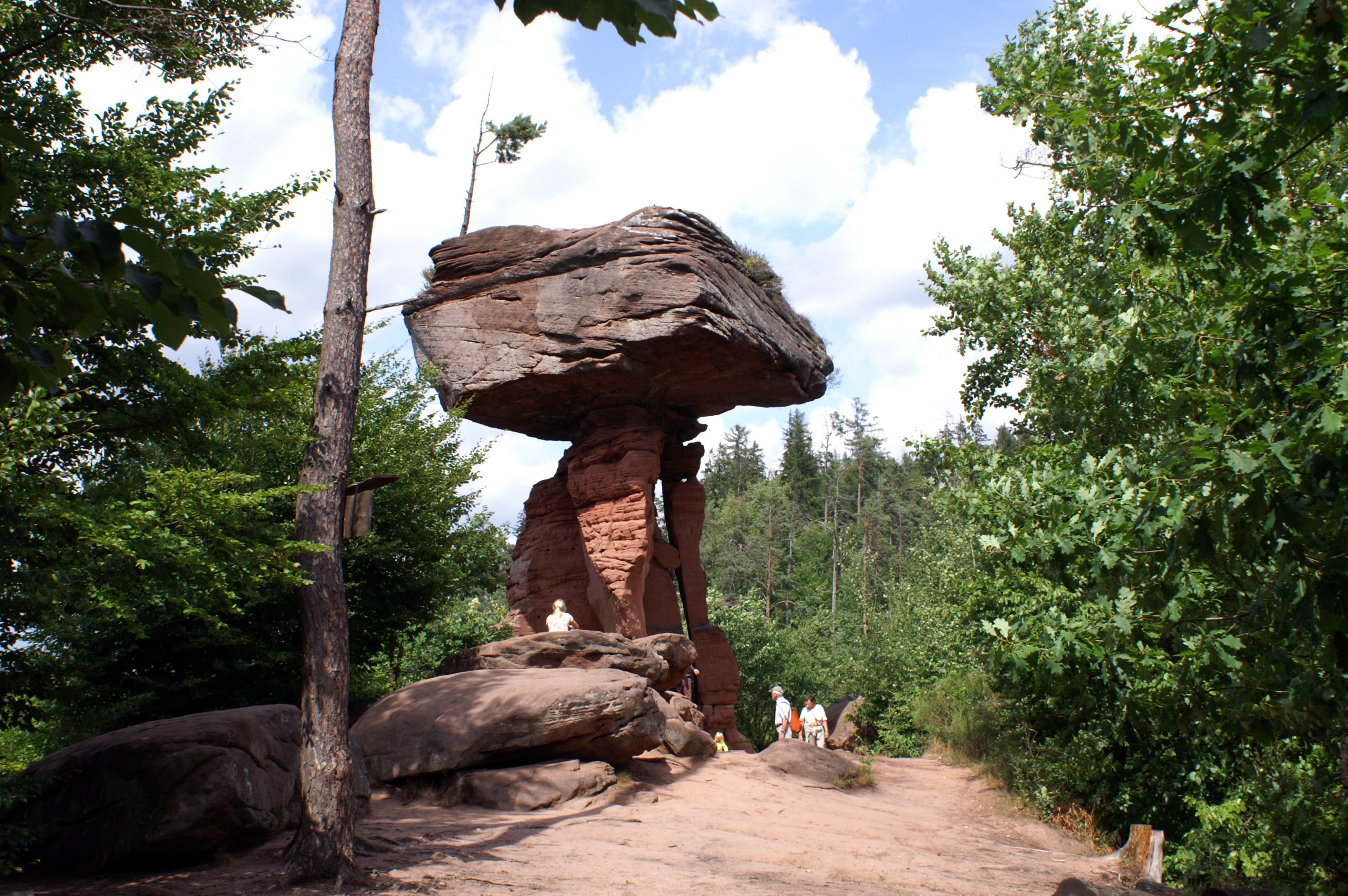
Felsformation Teufelstisch
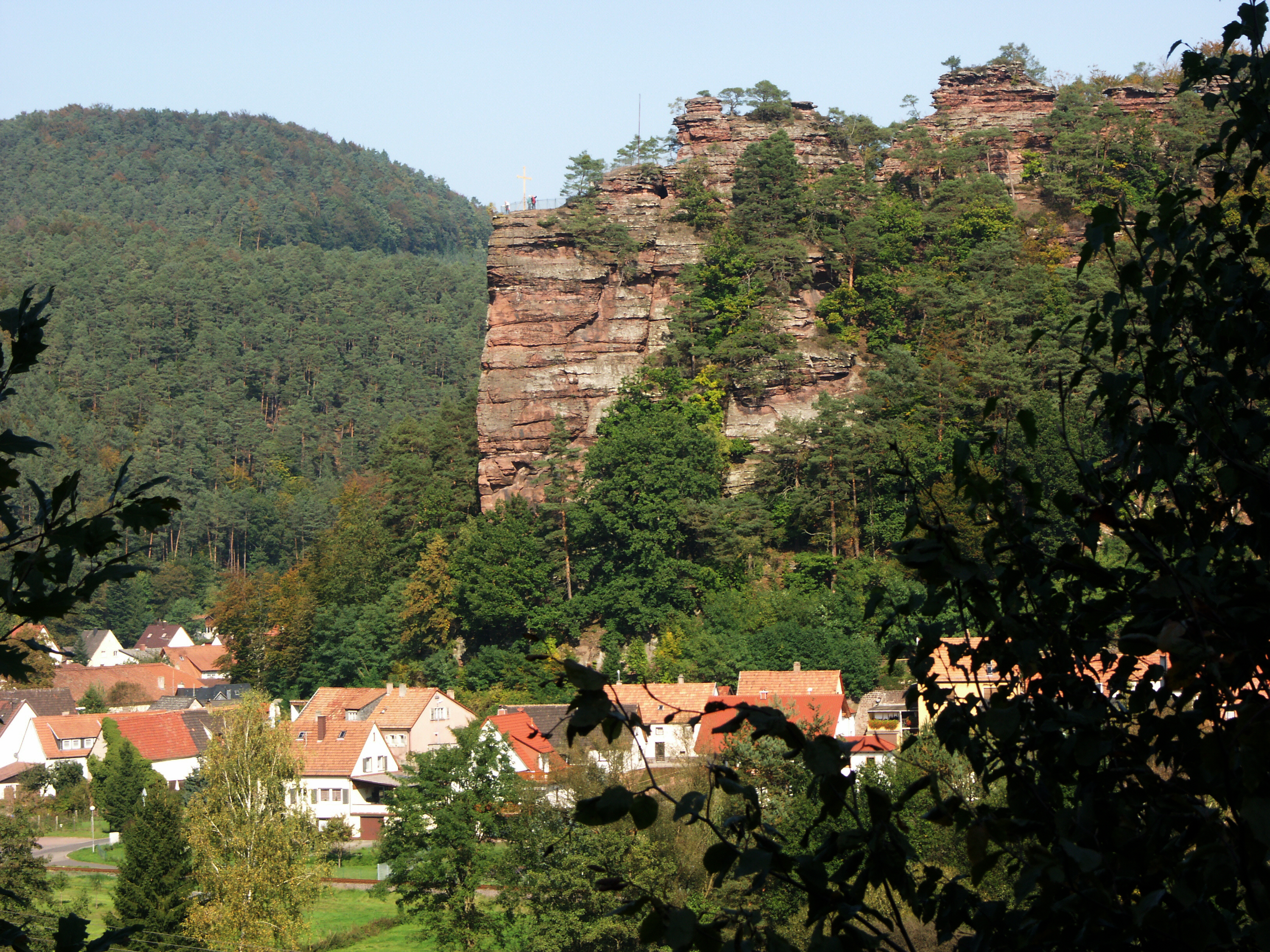
Felsformation Jungfernsprung
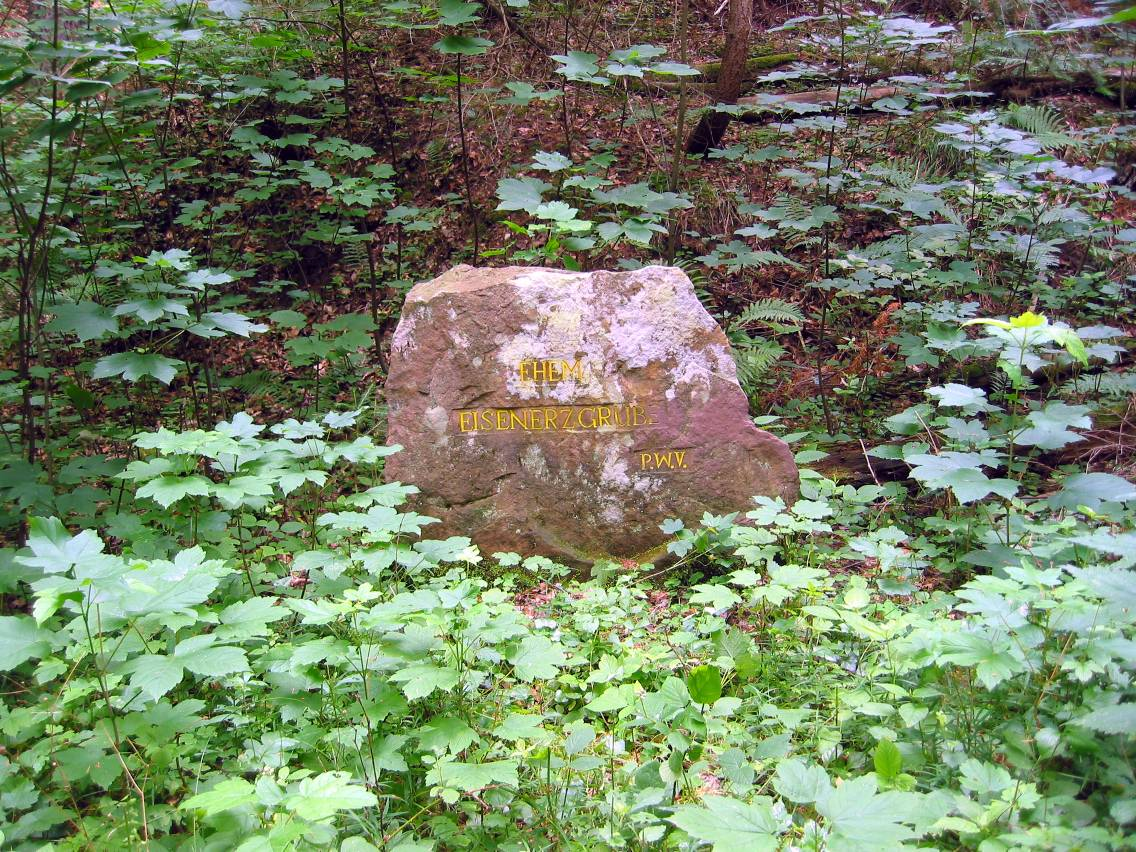
Ritterstein 196 Ältere Eisenerzgrube
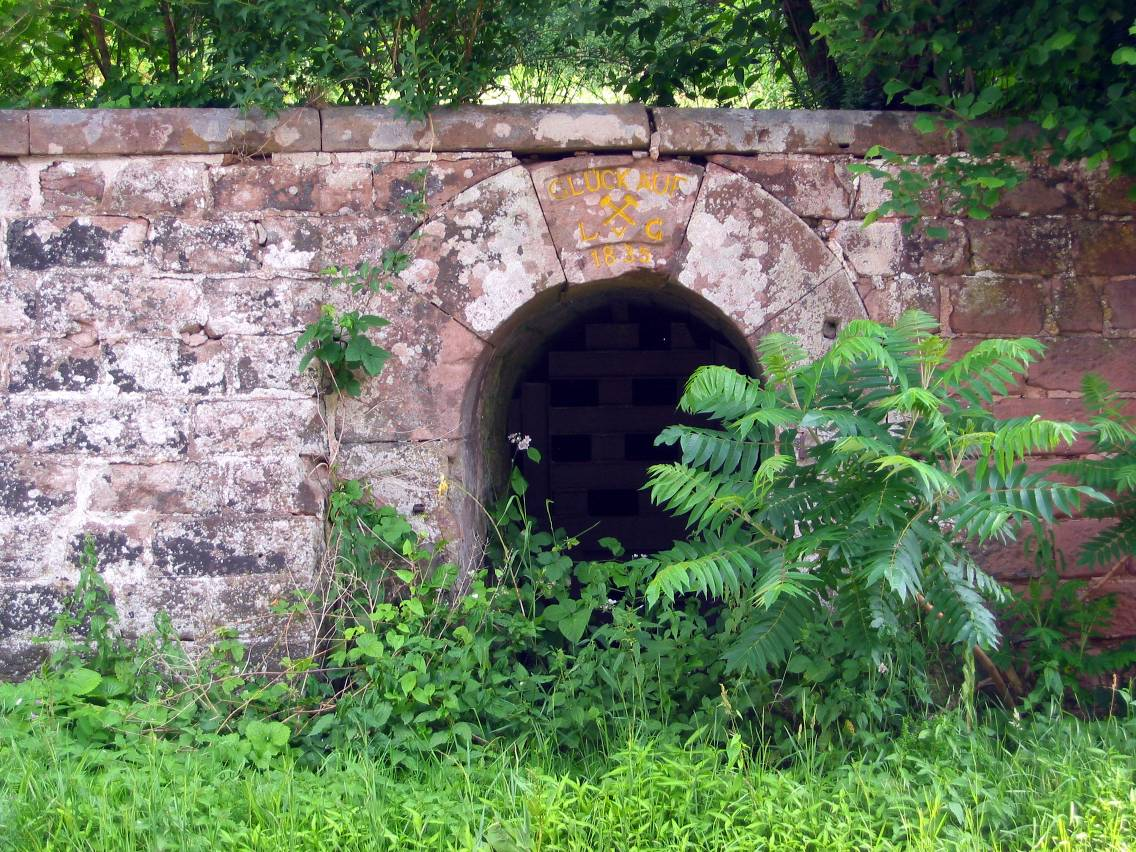
Ritterstein 22 Neuere Eisenerzgrube

Viele Bergkuppen in der Gegend tragen Felsenburgen. Bekannt sind Neudahn, die Dahner Burgengruppe mit Altdahn, Grafendahn und Tanstein, der Drachenfels, der 1523 zerstört wurde, weil der aufständische Ritter Franz von Sickingen Miteigentümer war, sowie der Berwartstein des Ritters Hans von Trotha.
Der Ritter ist in der nahen Annakapelle von Niederschlettenbach beigesetzt. In Sankt Germanshof befindet sich ein sogenanntes Europadenkmal. Mit einer Innengrundfläche von 1320 m² beeindruckt die gotische Stiftskirche des früheren Klosters Weißenburg, mit dem Ritter Hans seine „Wasserfehde“ austrug. In Altenstadt hat ein Waschhaus überdauert. Im Bienwald befindet sich die Denkmalzone Redoute, die Anfang des 18. Jahrhunderts Bestandteil der Weißenburger Linien war. Dabei handelte es sich um ein Befestigungssystem, das zur Flutung der Lauter diente. Die Dreifaltigkeitskirche von Lauterburg entstand zwischen 1467 und 1716.

Kulturelle Sehenswürdigkeiten
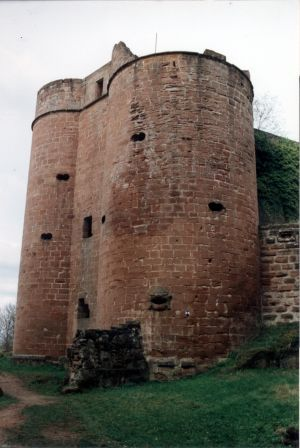
Burg Neudahn
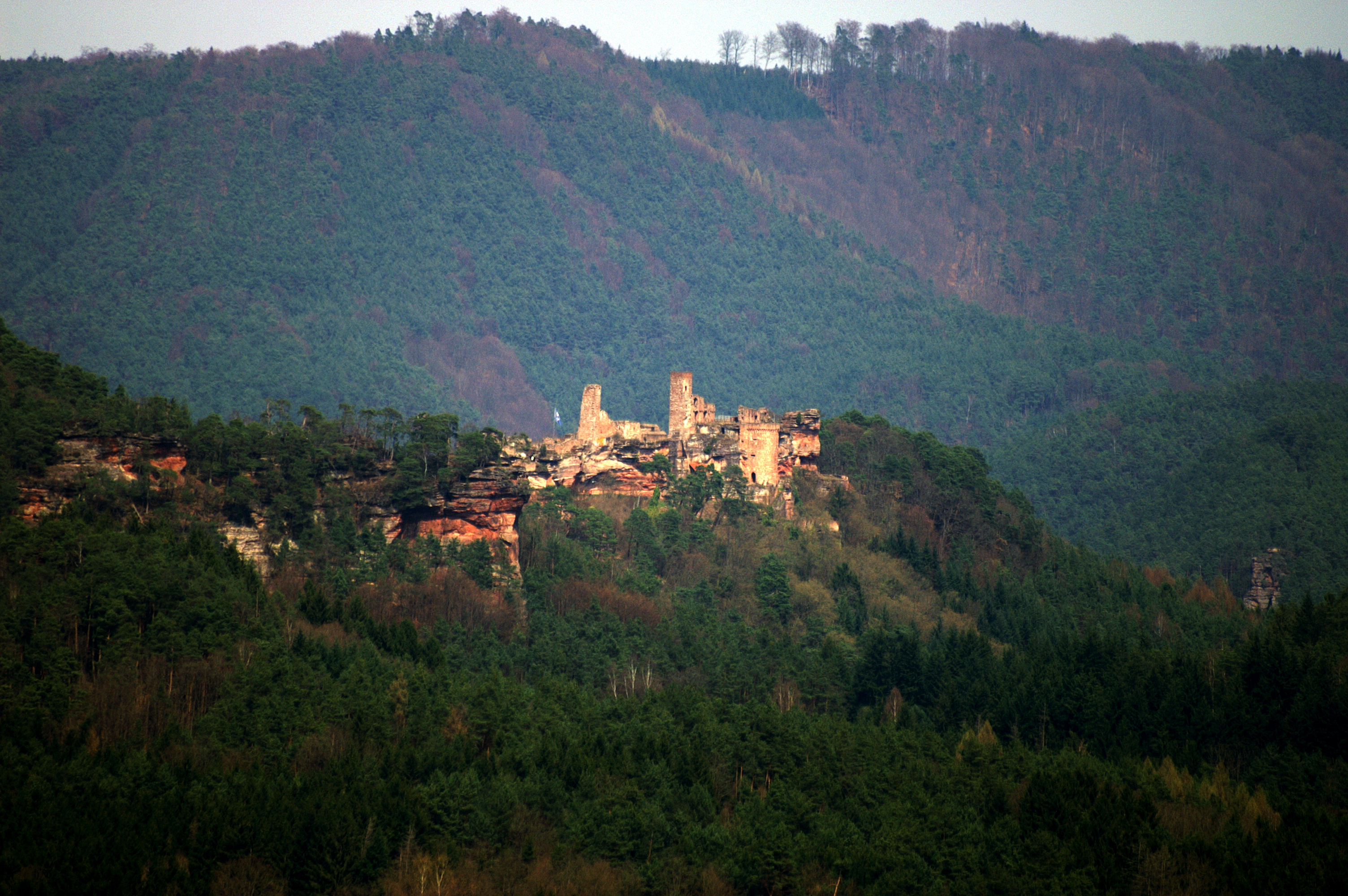
Dahner Burgengruppe
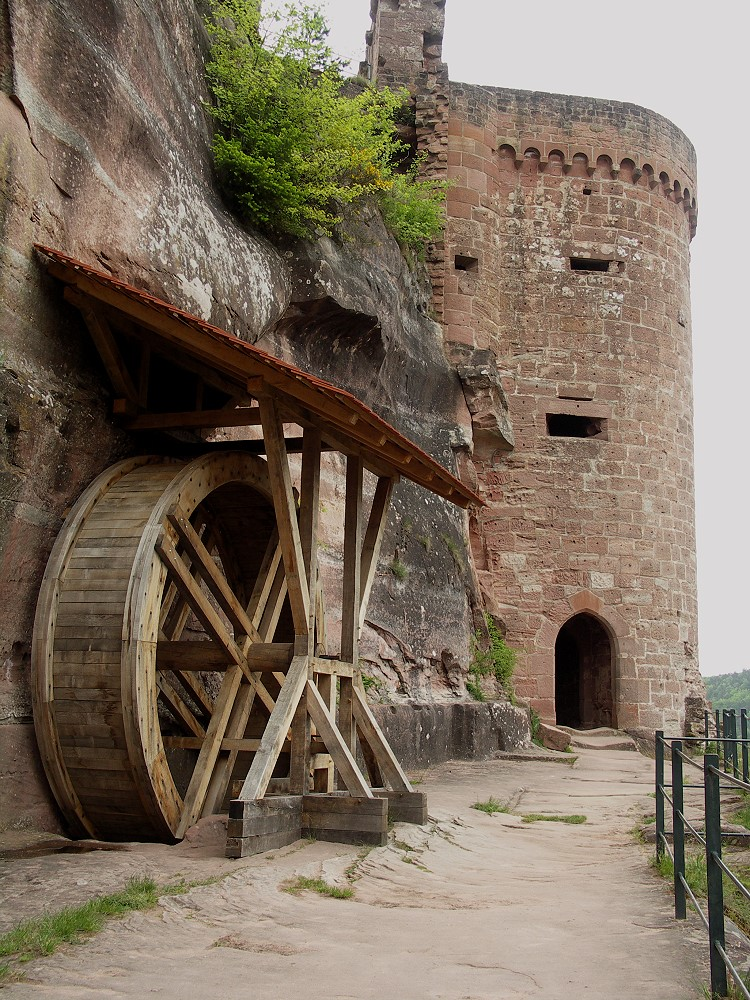
Burg Altdahn
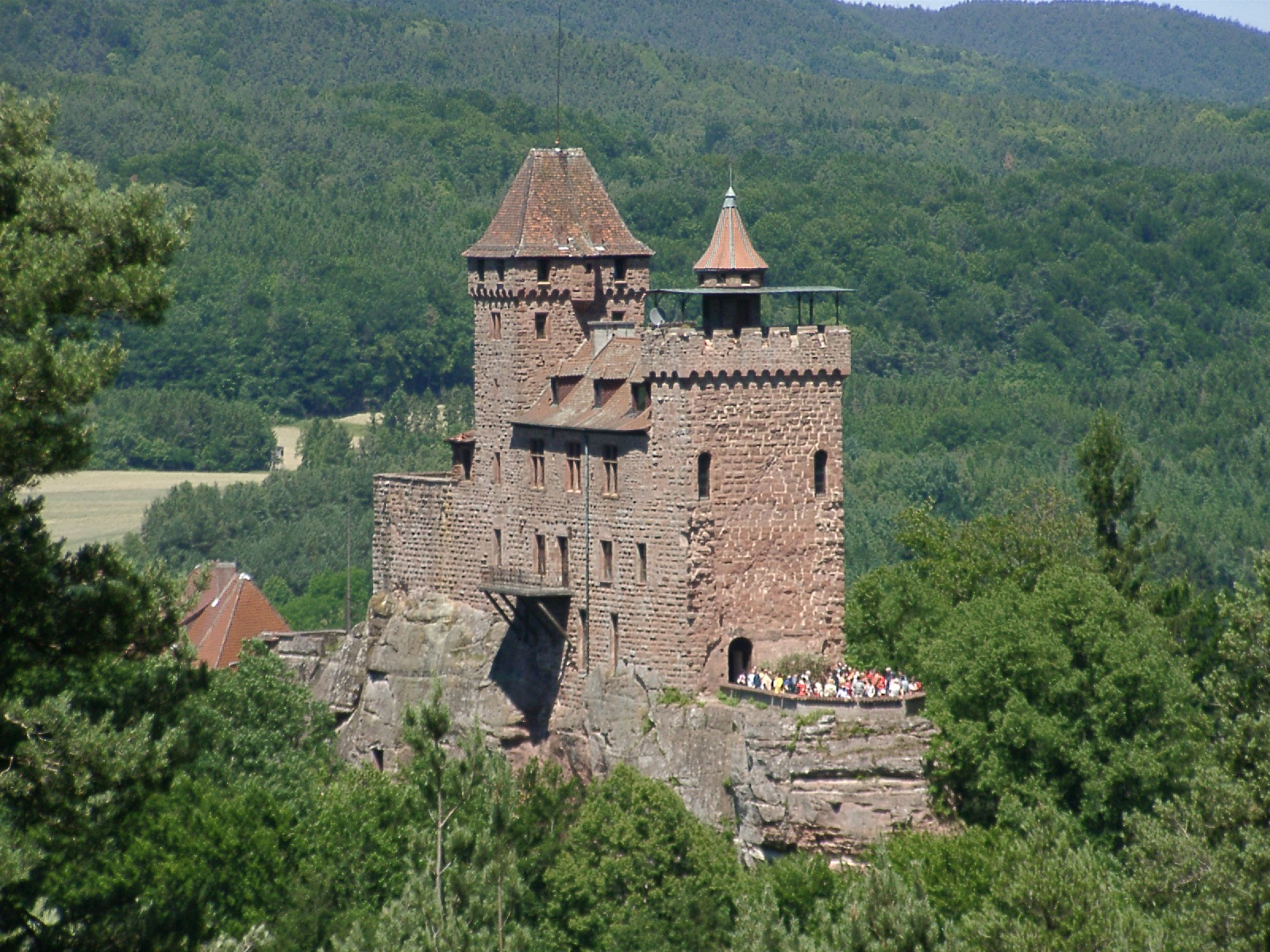
Burg Berwartstein des Ritters Hans von Trotha
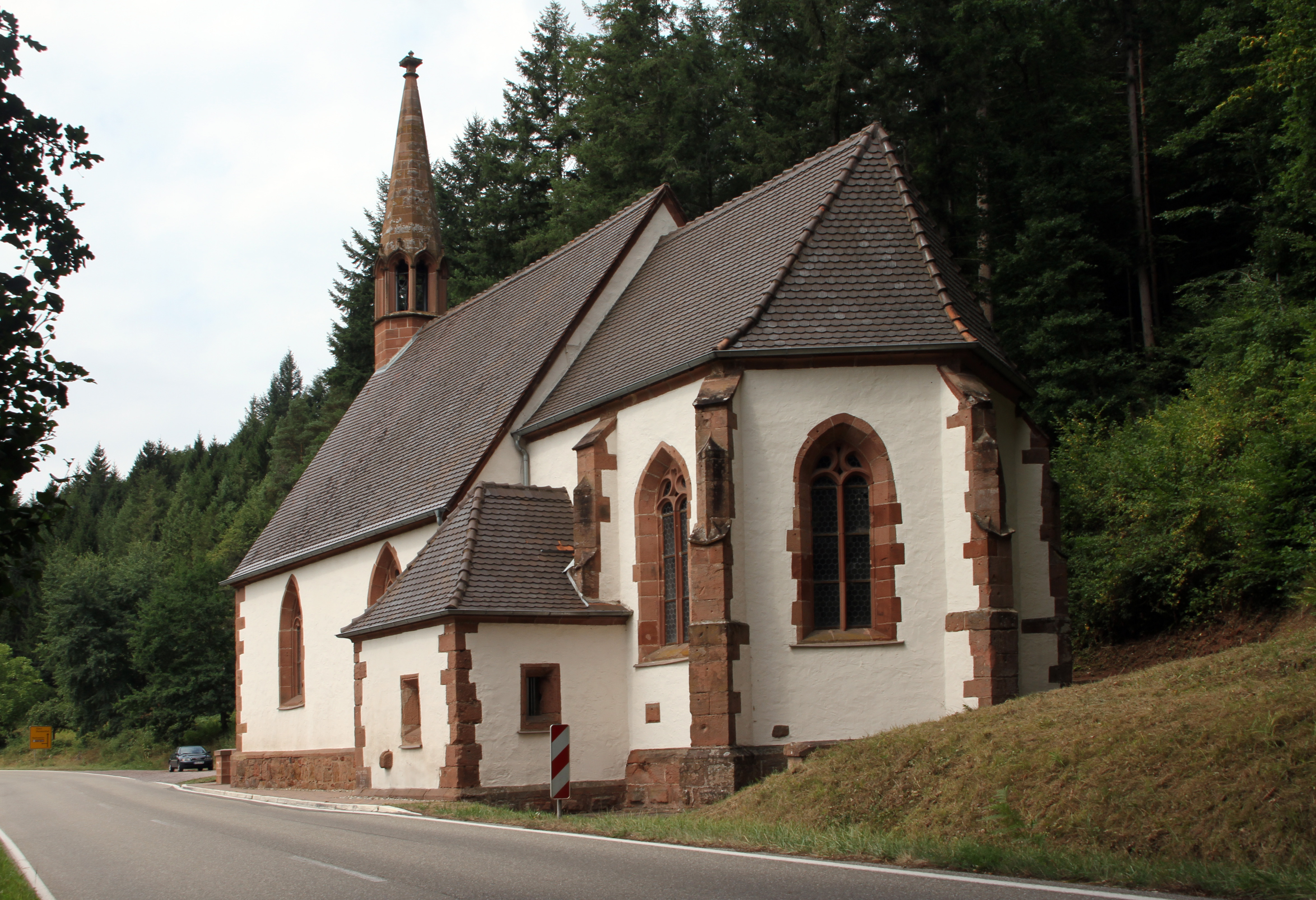
Annakapelle mit dem Grab des Ritters Hans von Trotha
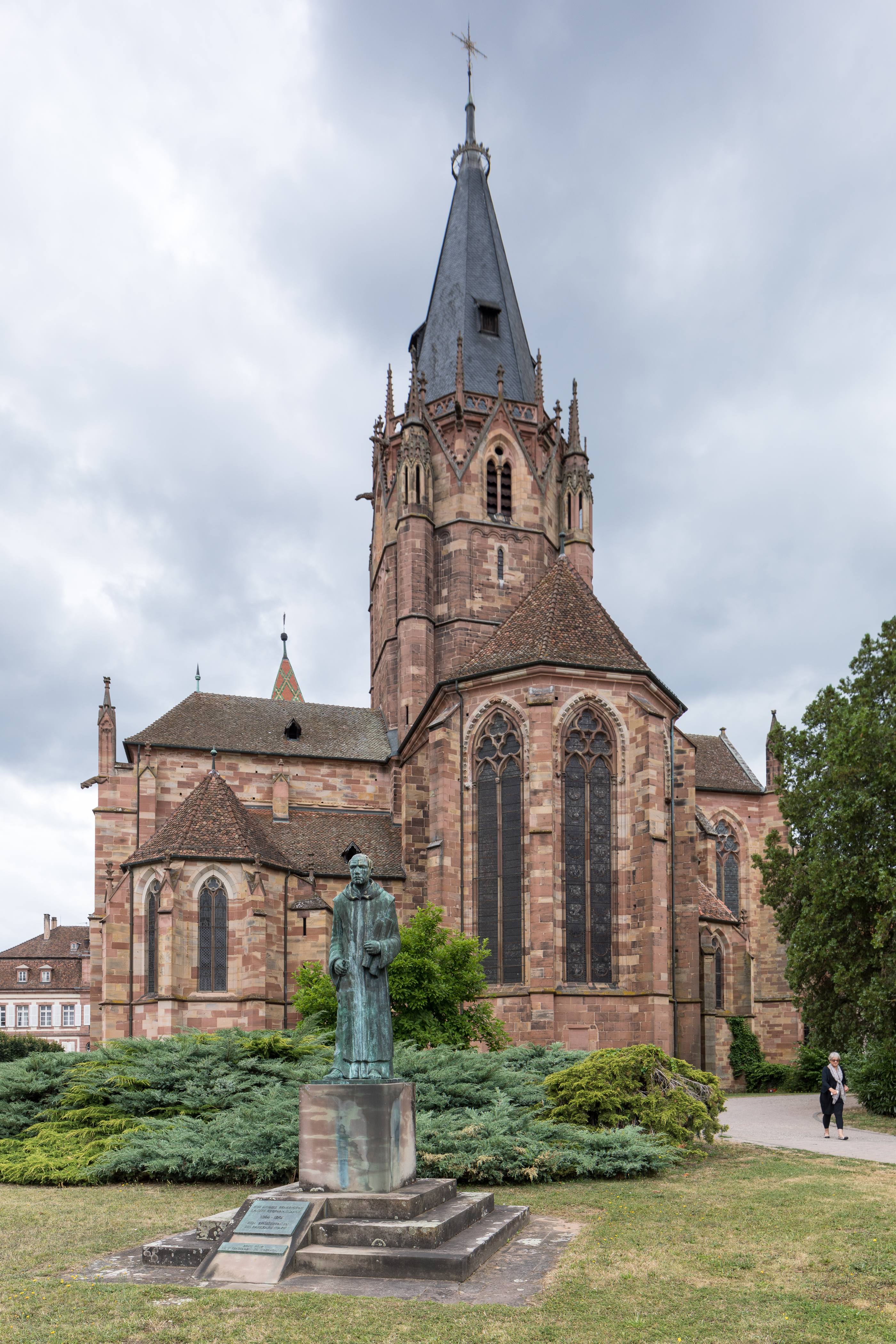
Stiftskirche in Weißenburg

### Freizeit und Sport
Bis zur Eröffnung des Freibads in Dahn 1968 war der Fluss vor Ort ein beliebter Badeort. Entlang der Lauter führt über nahezu 60 km von Hinterweidenthal bis zur Mündung ein durch ein blaues Schild mit Radler markierter Radweg, der als Deutsch-Französischer Pamina-Radweg Lautertal oder auch Wieslautertal-Radweg bezeichnet wird. Die Pfälzerwald-Tour folgt den Flussverlauf oberhalb von Hinterweidenthal.
Der Fernwanderweg Donnersberg–Donon folgt der Lauter von der Quelle bis nach Bruchweiler-Bärenbach; stellenweise verläuft er unmittelbar am Ufer des Gewässers. Der Fernwanderweg Staudernheim–Soultz-sous-Forêts überquert den Fluss unmittelbar südlich von Niederschlettenbach und der Fernwanderweg Pirmasens–Belfort in der Dahner Stadtmitte. Der Prädikatswanderweg Pfälzer Waldpfad verläuft in Bobenthal und Dahn in der Nähe des linken Ufers der Lauter. Der Felsenland Sagenweg kreuzt letztere zweimal in Dahn und einmal innerhalb von Bundenthal. Im Bereich der Burg Neudahn reicht er fast bis an das rechte Flussufer heran; sein Endpunkt in Bruchweiler-Bärenbach befindet sich ebenfalls unweit des rechten Ufers. Nur noch zurückhaltend beworben wird die im Bereich der Wieslauter verlaufende Deutsche Schuhstraße.
Die Wieslauter dient auch als Kanuwanderweg. Aus Gründen des Naturschutzes darf der Fluss jedoch nur mit Einer-Kajaks ohne Steuerblatt und nur bei ausreichender Wassertiefe befahren werden; am Pegel Bobenthal muss die Lauter einen Stand von mindestens 75 cm aufweisen. Eine entsprechende Verordnung gilt seit 2001.
Das Dahner Felsenland ist als Kernland des Klettergebiets Pfälzerwald bevorzugtes Ziel von Sportkletterern.

Kletterfelsen nahe der Wieslauter
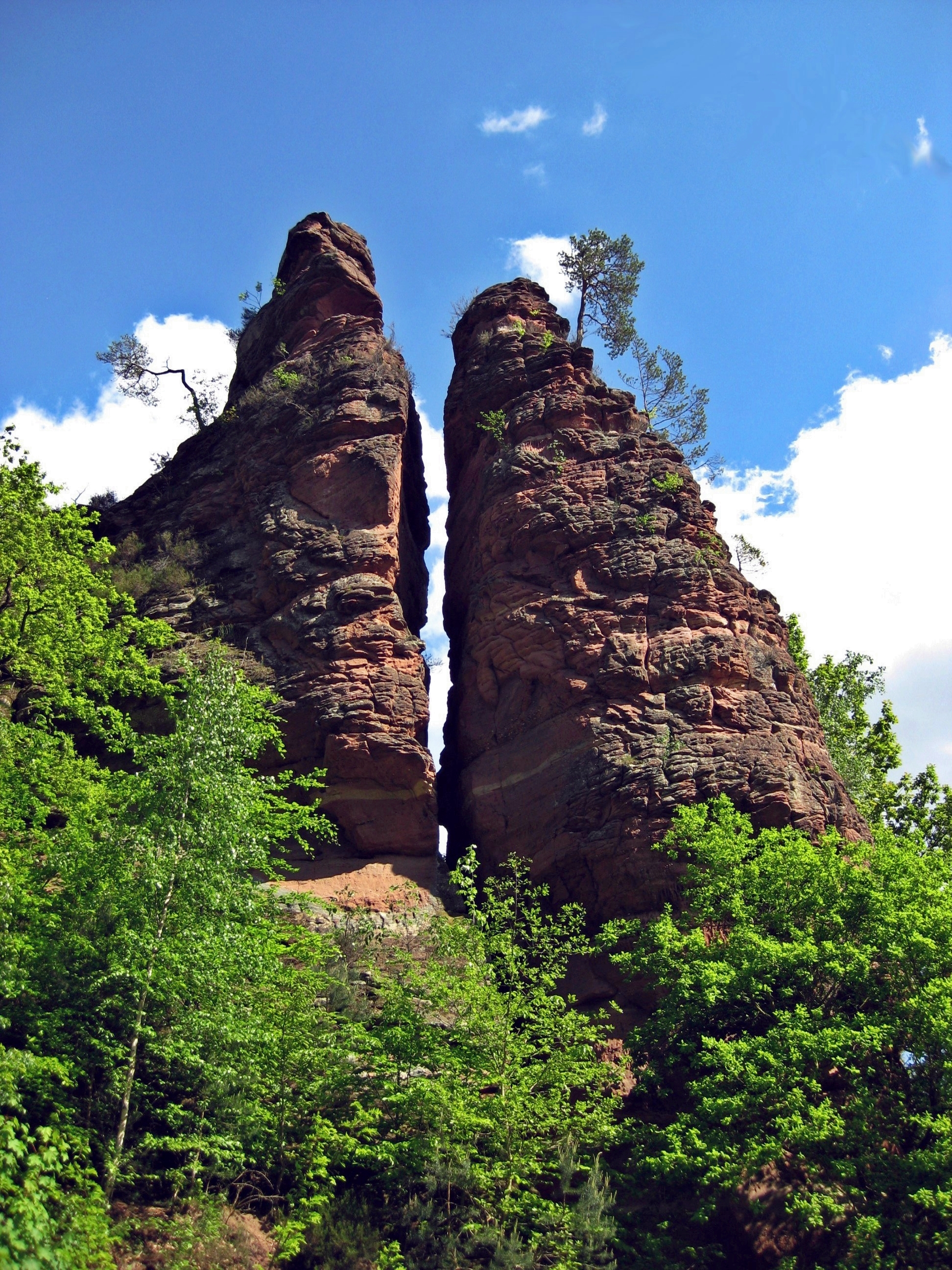
Braut und Bräutigam
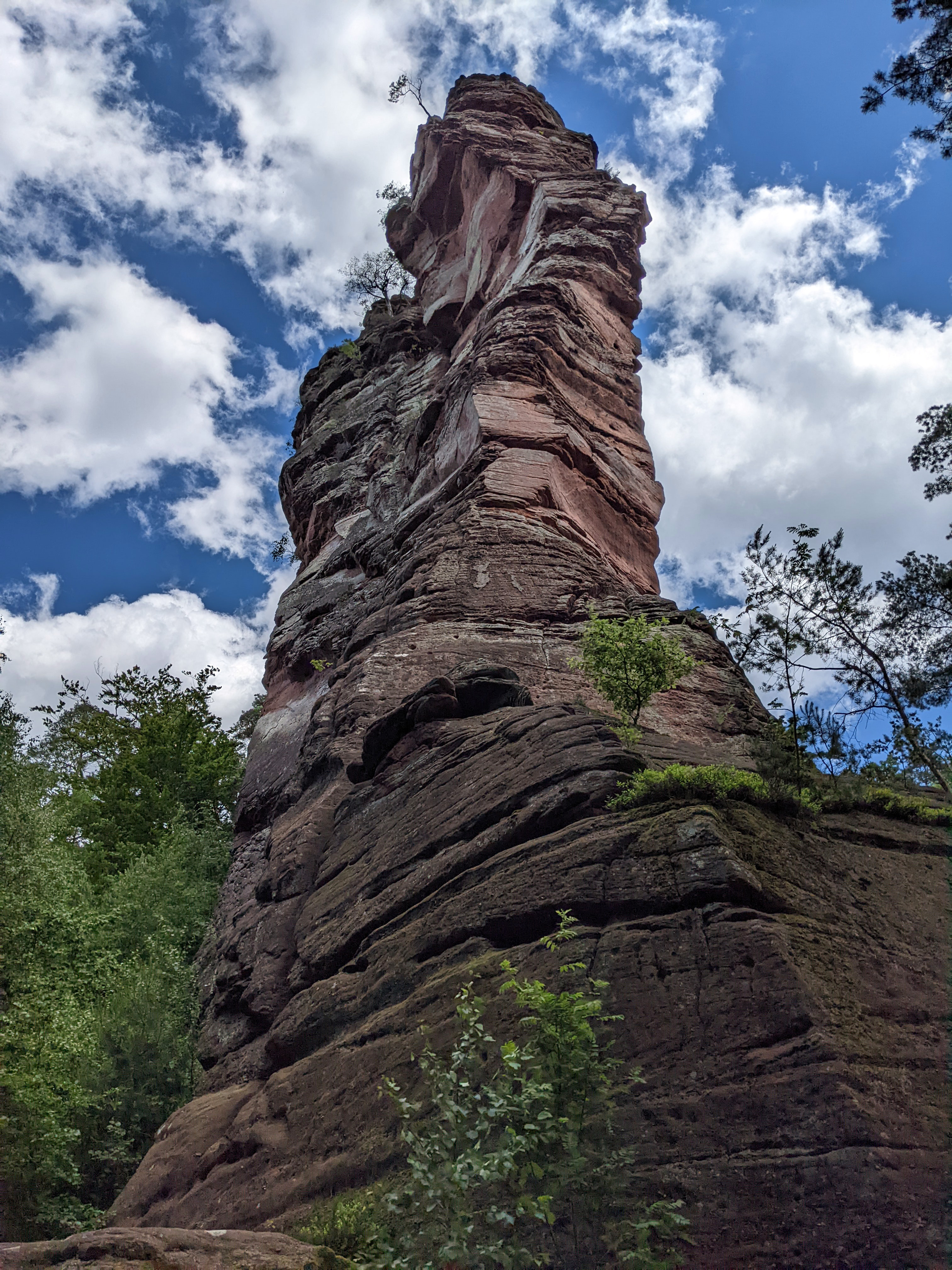
Hochstein
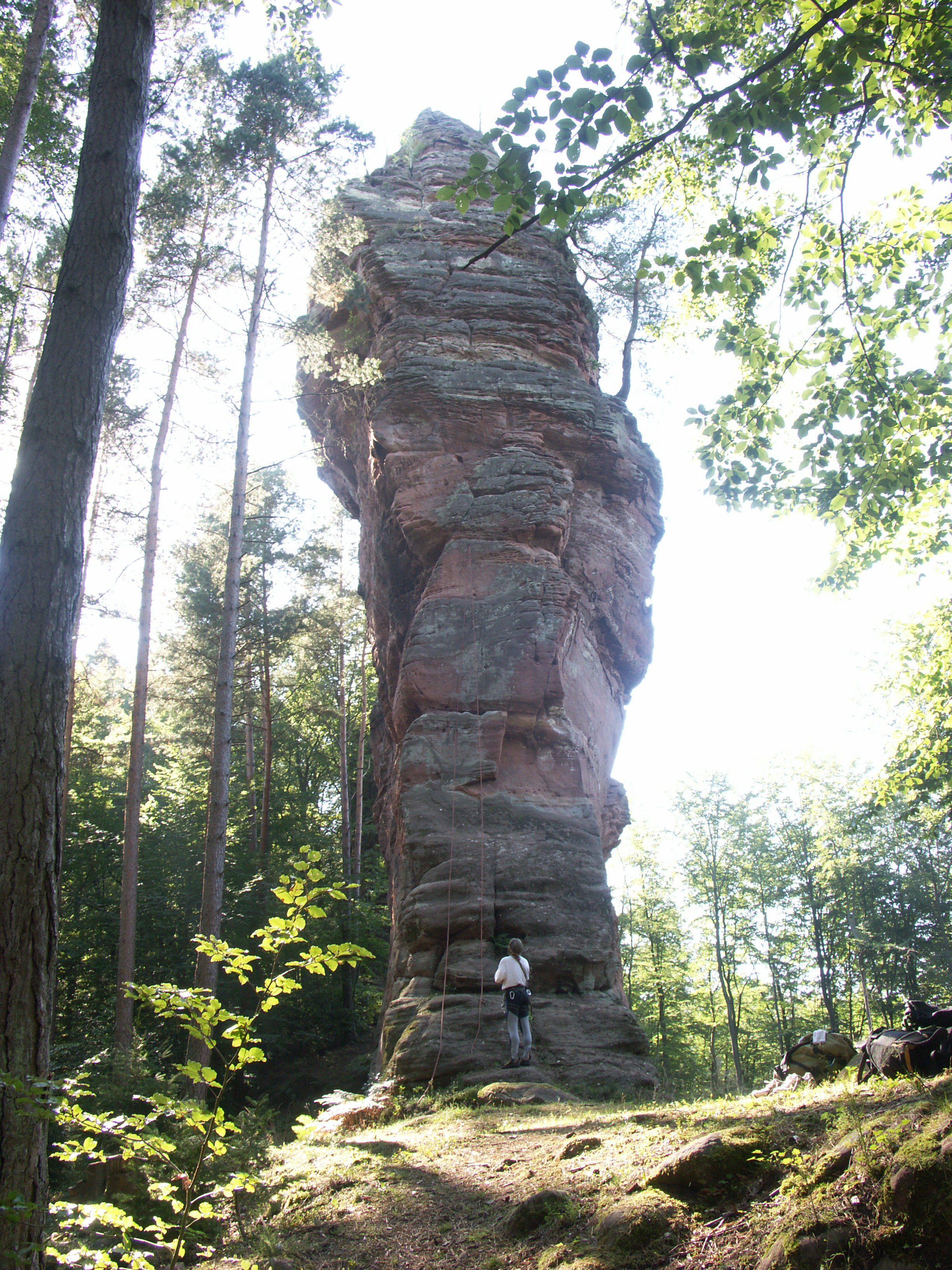
Durstigfels
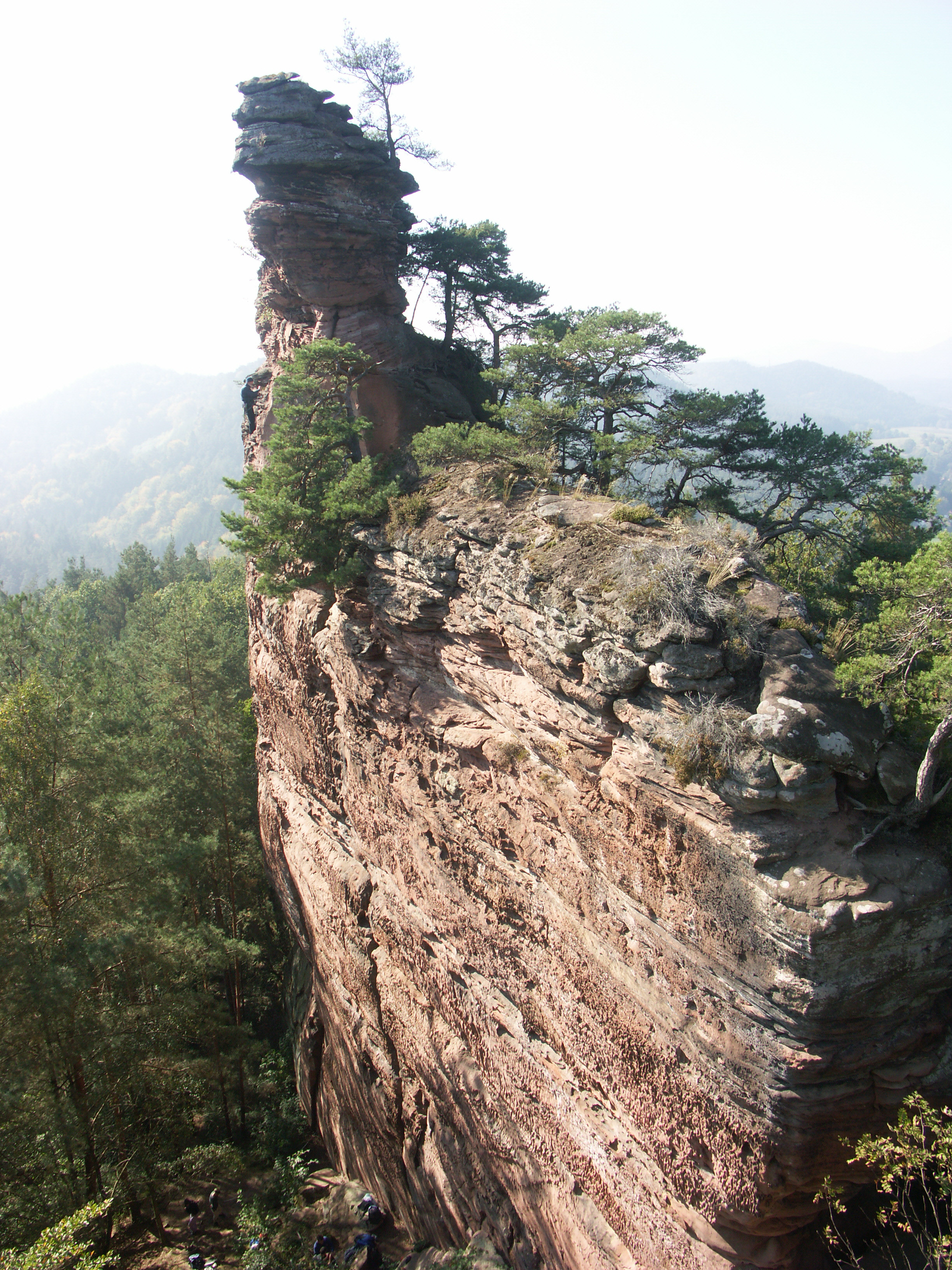
Pferchfeldturm
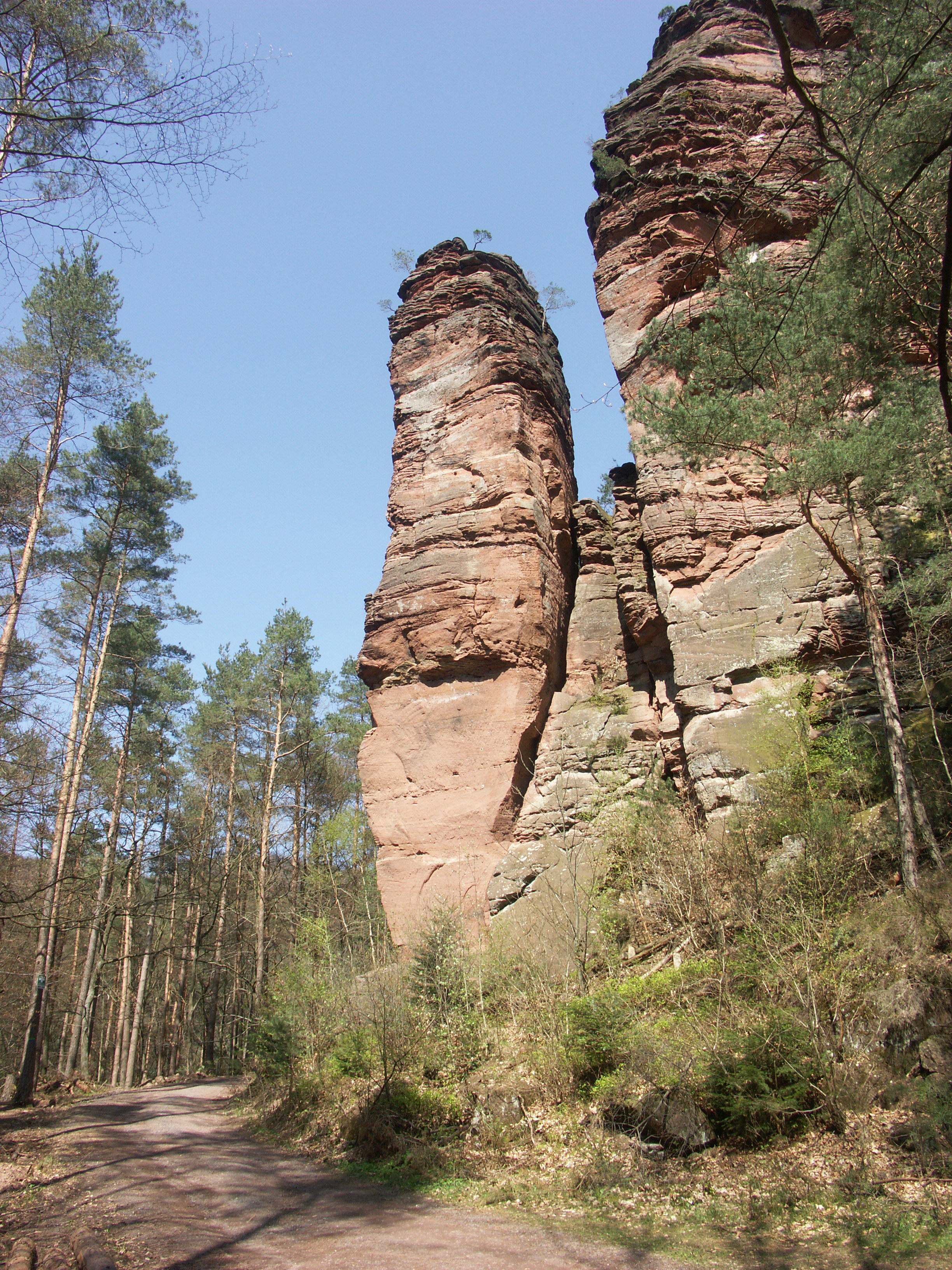
Schlemmerturm und Neyturm
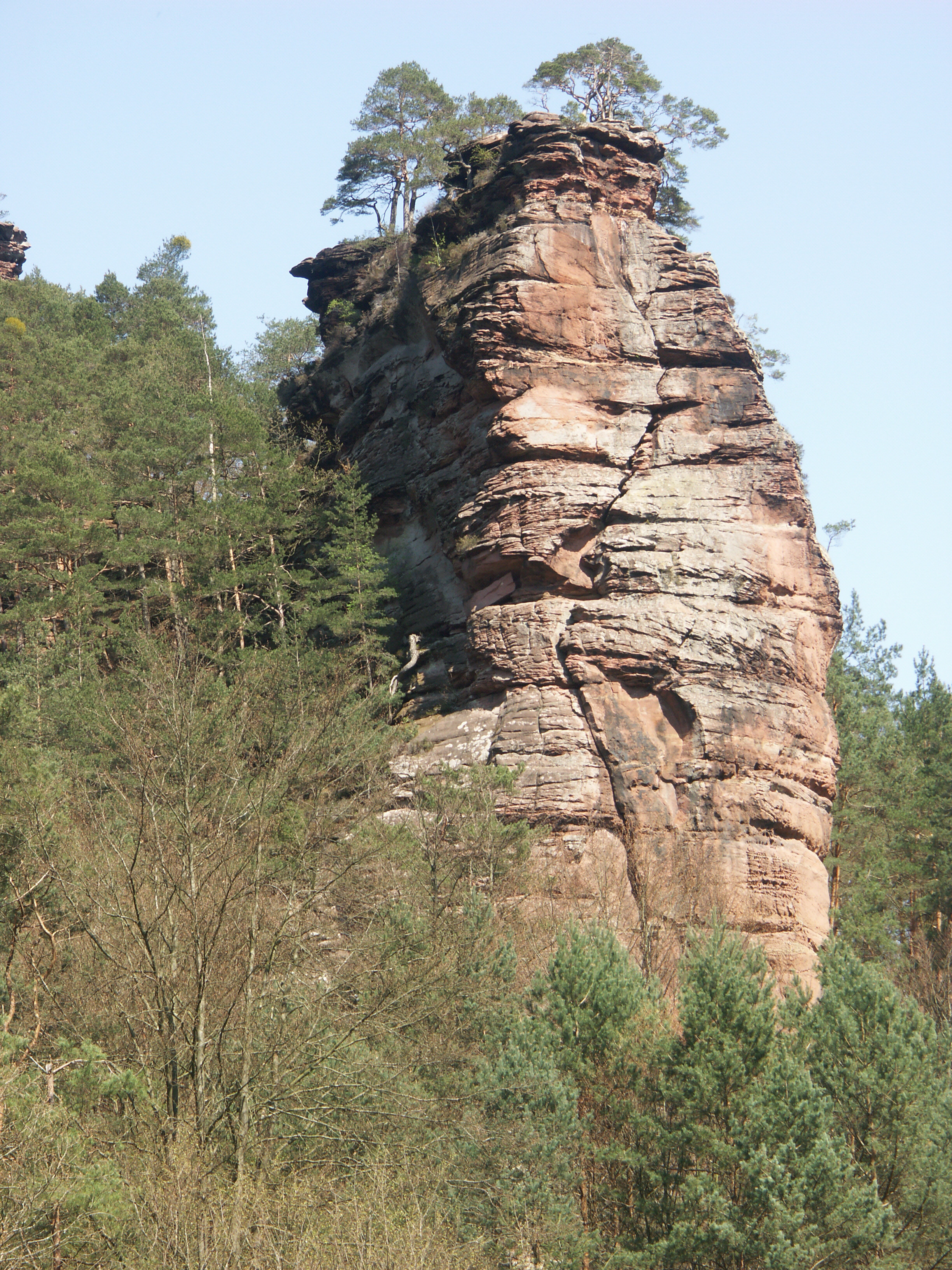
Rappenwand

### Wirtschaftliche Nutzung
Früher bediente das Wasser der Lauter Mühlen, Säge- und Hammerwerke. Die Neudahner Sägmühle oberhalb von Dahn stellte ihren Betrieb im Jahr 1900 ein und wurde danach einige Jahrzehnte ausschließlich landwirtschaftlich genutzt. Mühlen in Dahn waren die Dorf- und die Äußermühle, die, wie ihr Name sagt, im Ort bzw. im Außenbereich lagen. Eine weitere Dorfmühle gab es ab 1760 in Bruchweiler; sie wurde bis 1961 betrieben, lediglich das mittlerweile denkmalgeschützte Mühlrad blieb samt Wasserbau erhalten. Die Falkenmühle in Rumbach hielt sich bis 2000 und wurde mittlerweile zu Ferienwohnungen umgebaut. Die Bobenthaler Mühle ist heute in einen Landgasthof einbezogen; eine weitere stand wenige hundert Meter oberhalb. Die Walkmühle in Wissembourg fand bei der Tuchbearbeitung Verwendung. Der Standort der Bienwaldmühle ist inzwischen als Wohnplatz der Ortsgemeinde Scheibenhardt ausgewiesen.

Mühlen und ein Waschhaus
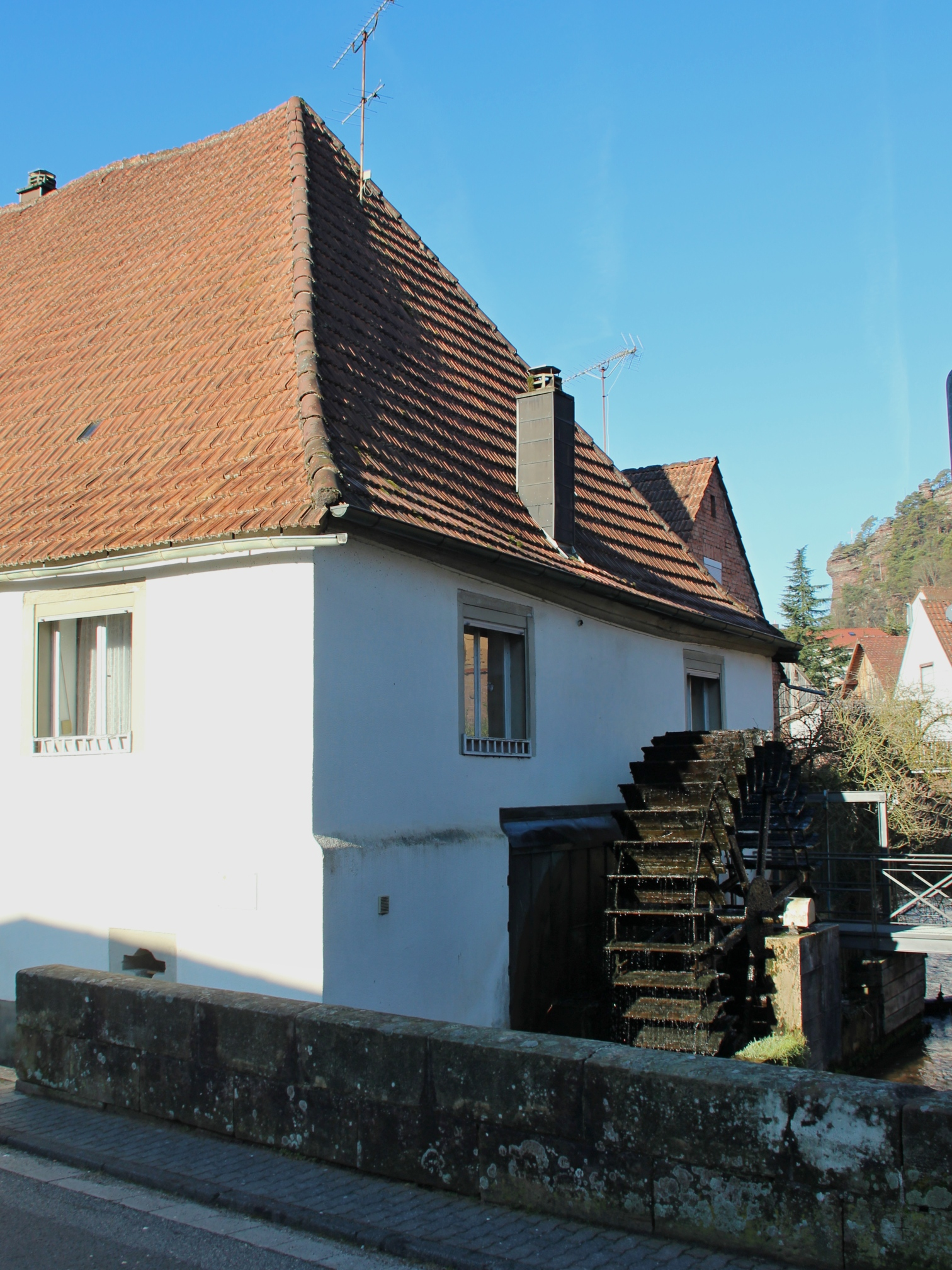
Dorfmühle Dahn (im Kern 1567)
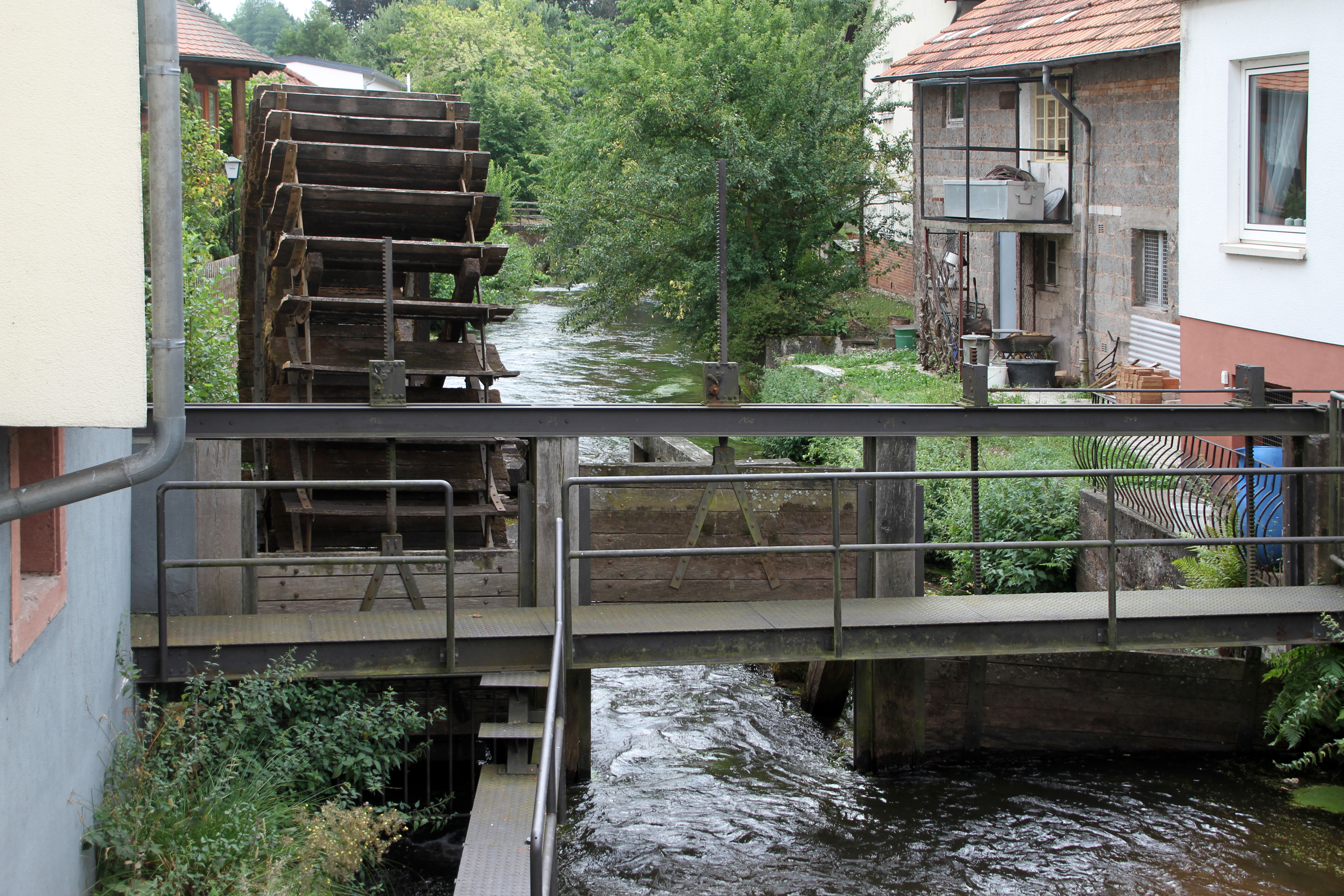
Mühlrad der Dorfmühle in Bruchweiler-Bärenbach (1760–1961)
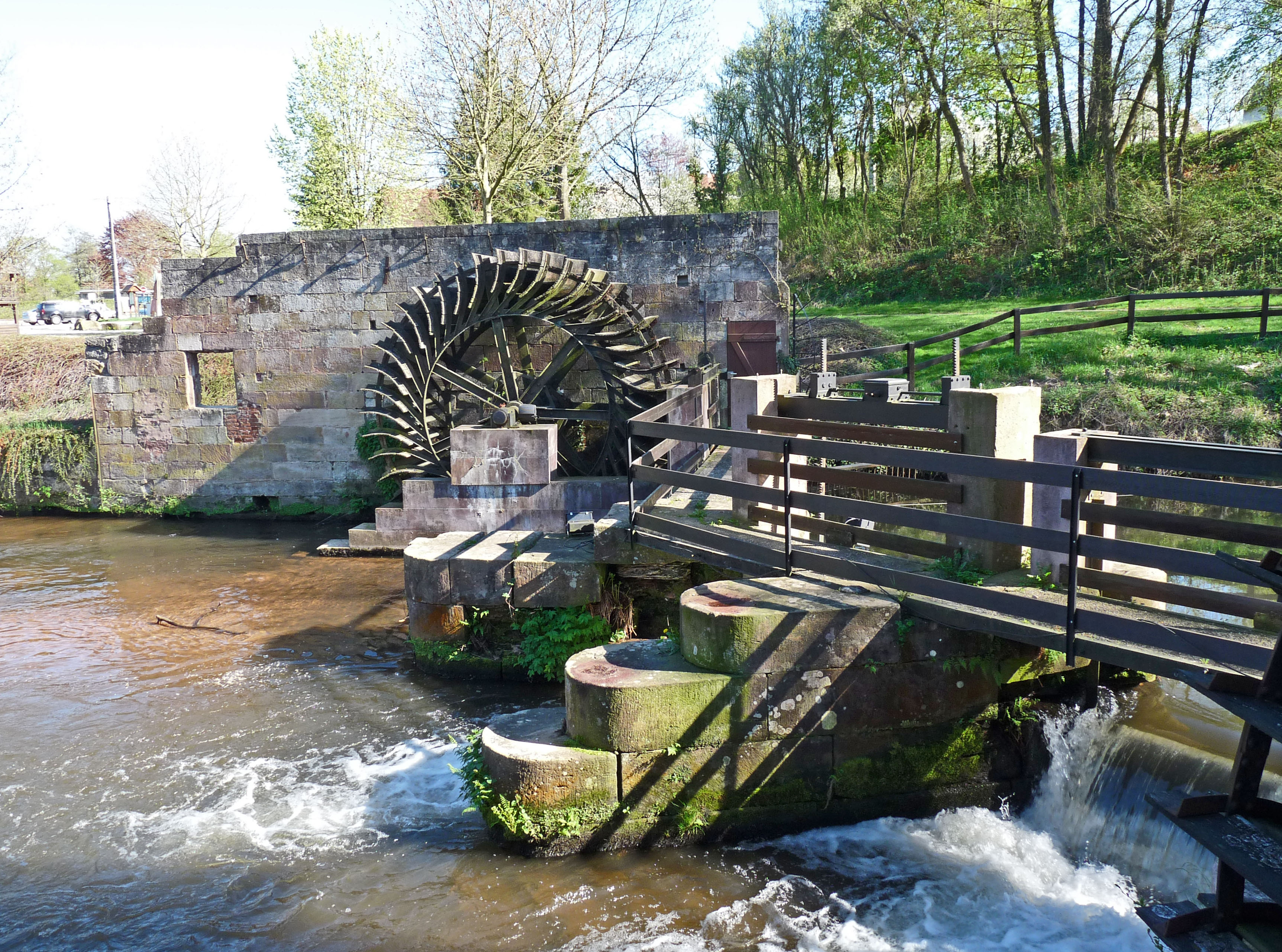
Walkmühle in Wissembourg
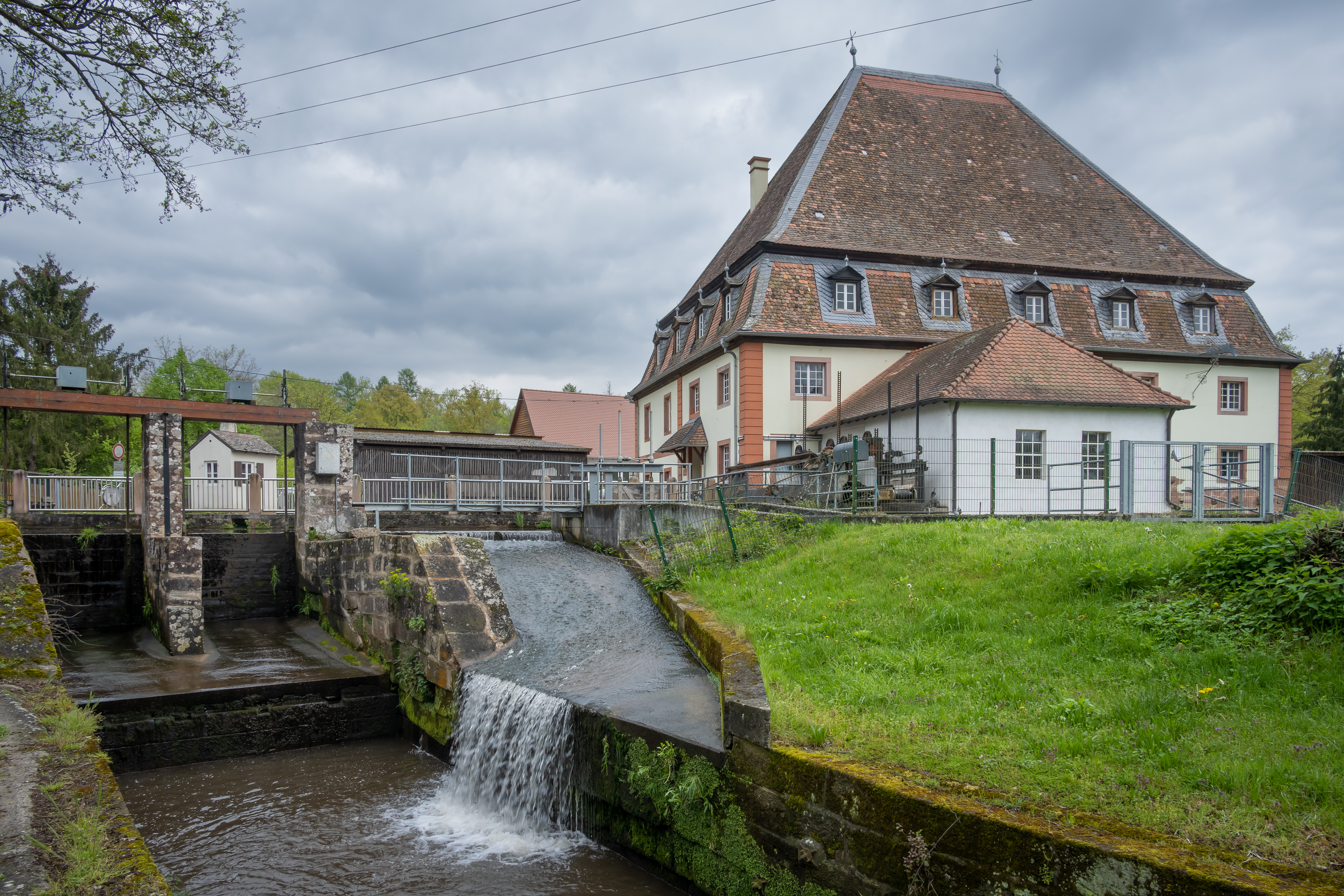
Bienwaldmühle
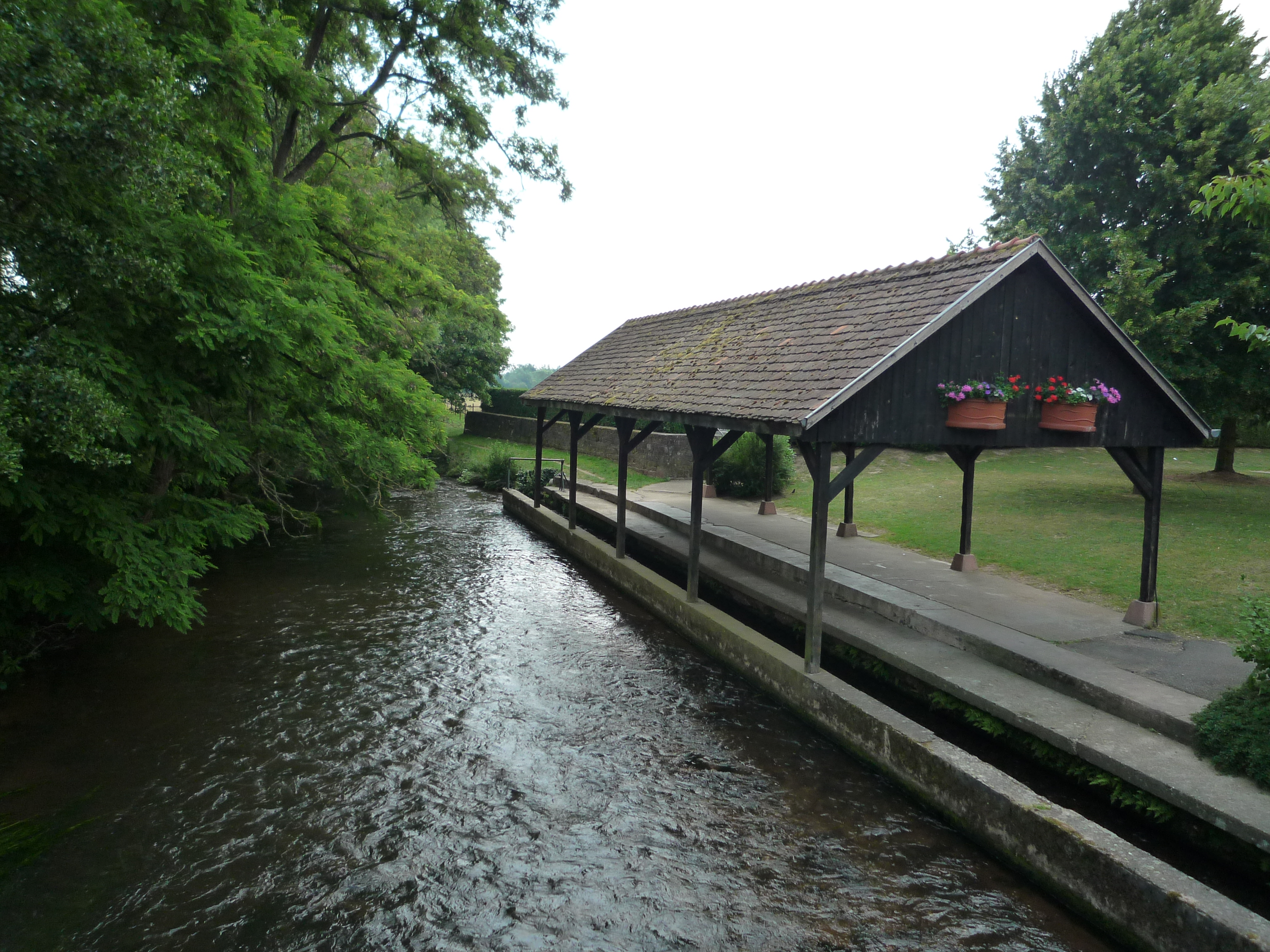
Waschhaus in Altenstadt

Die Nutzung des Wassers entlang der Lauter sorgte in der Vergangenheit oft für Konflikte. Die Eigentümer der Äußermühle führten im 19. Jahrhundert deswegen einen jahrelangen Prozess. Die Besitzer der Wiesen unmittelbar entlang der Lauter stritten sich häufig um die Wiesenbewässerung, ebenso sind Konflikte zwischen diesen und den Mühleneignern verbürgt. Die Tatsache, dass jede Nutzung die Wassermenge der Lauter reduzierte, sowie Trockenheit und qualitativ minderwertiger Wasserbau heizten die Streitereien zusätzlich an.
Zu festgelegten Zeiten, die nach der Triftordnung mit den Müllern abgesprochen sein mussten, wurde die Lauter auch zum Triften von Scheitholz genutzt. Der älteste Beleg über die Ausübung der Trift vor Ort stammt von 1348, wobei es plausibel erscheint, dass diese bereits im Hochmittelalter praktiziert wurde. Aus dieser Ära, die 1879 zu Ende ging, sind noch eine Reihe von Wehren mehr oder minder gut erhalten.

Wehre
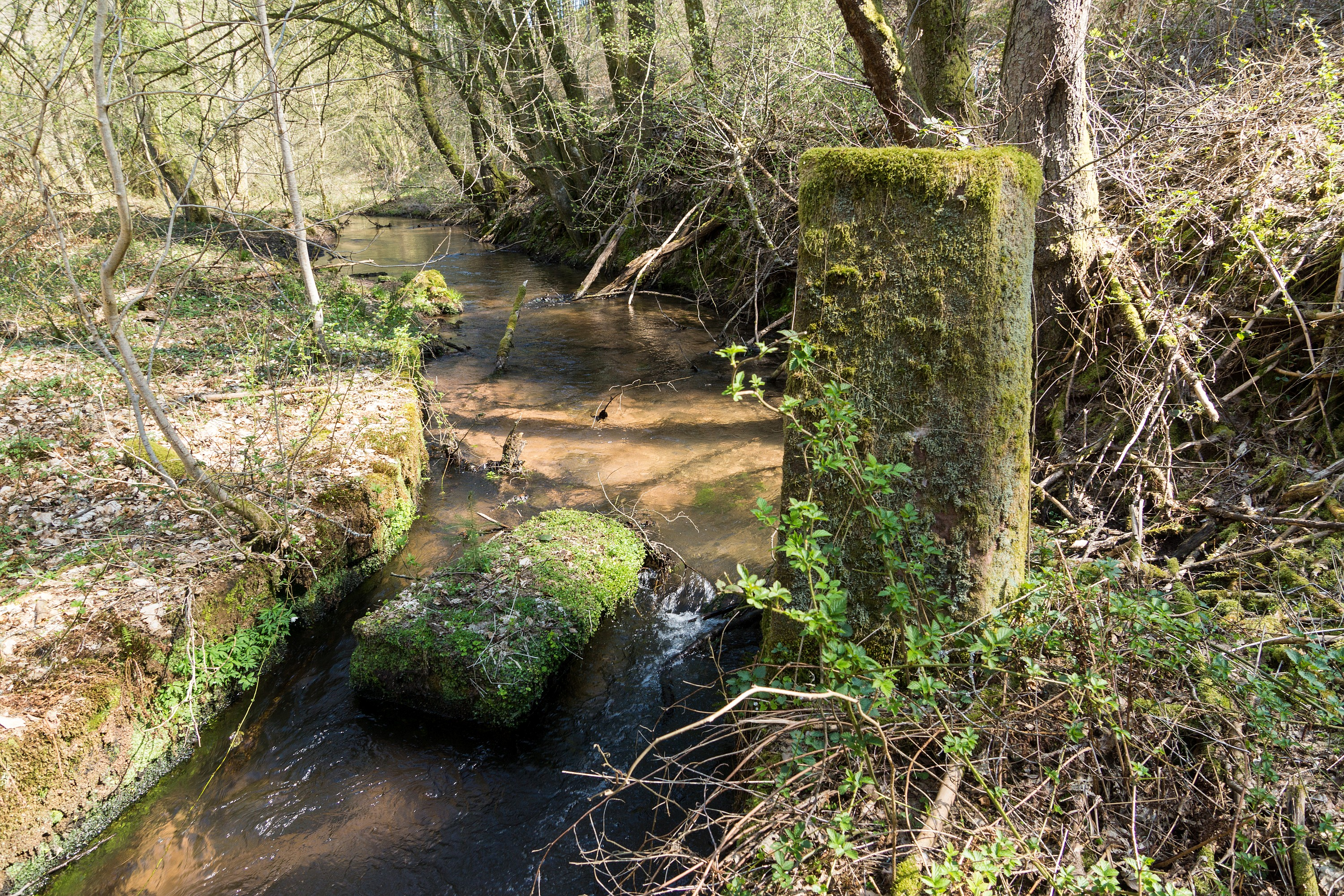
Rest eines Triftwehrs im Zieglertal
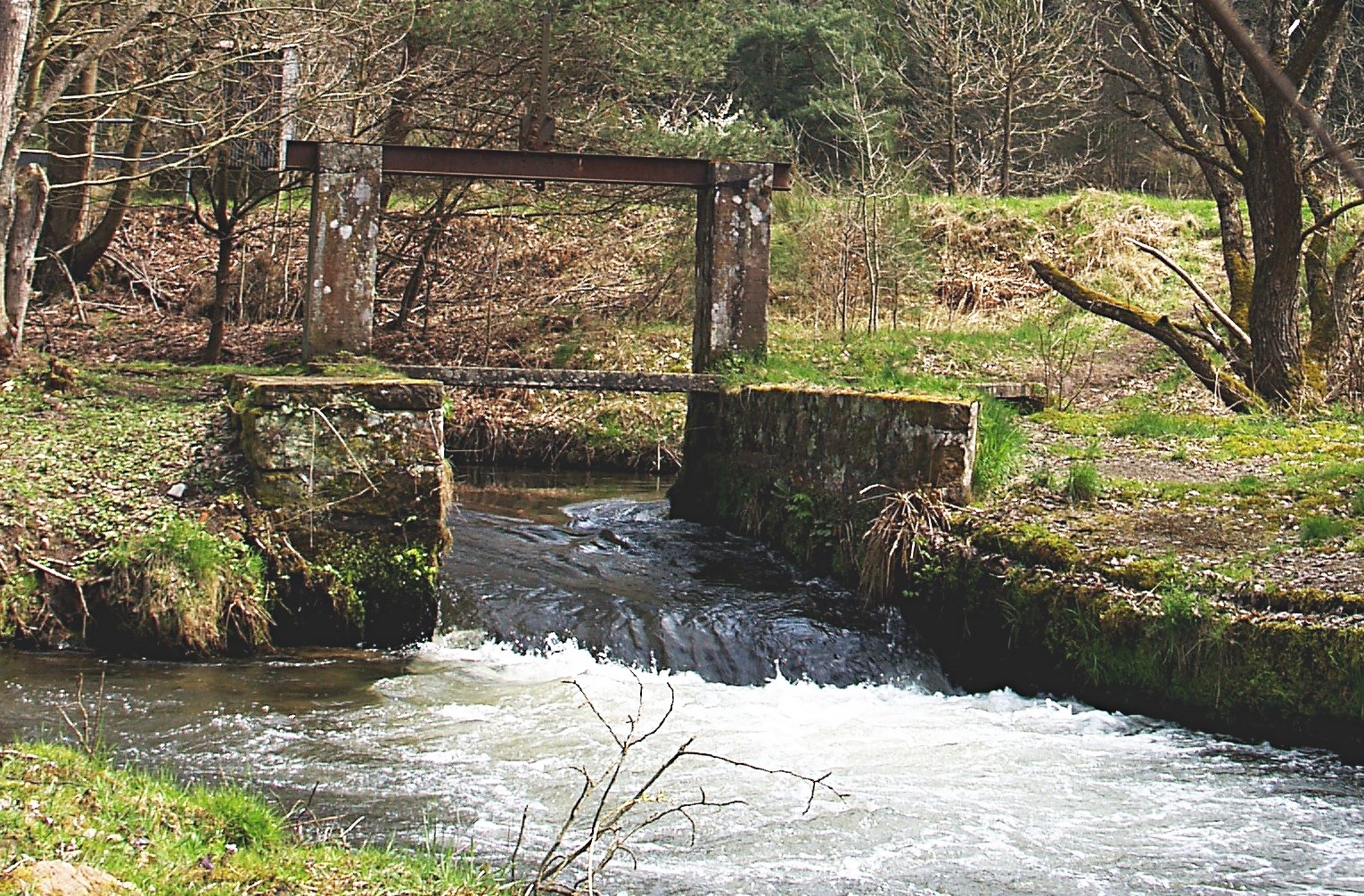
Triftwehr zwischen Hinterweidenthal und Dahn
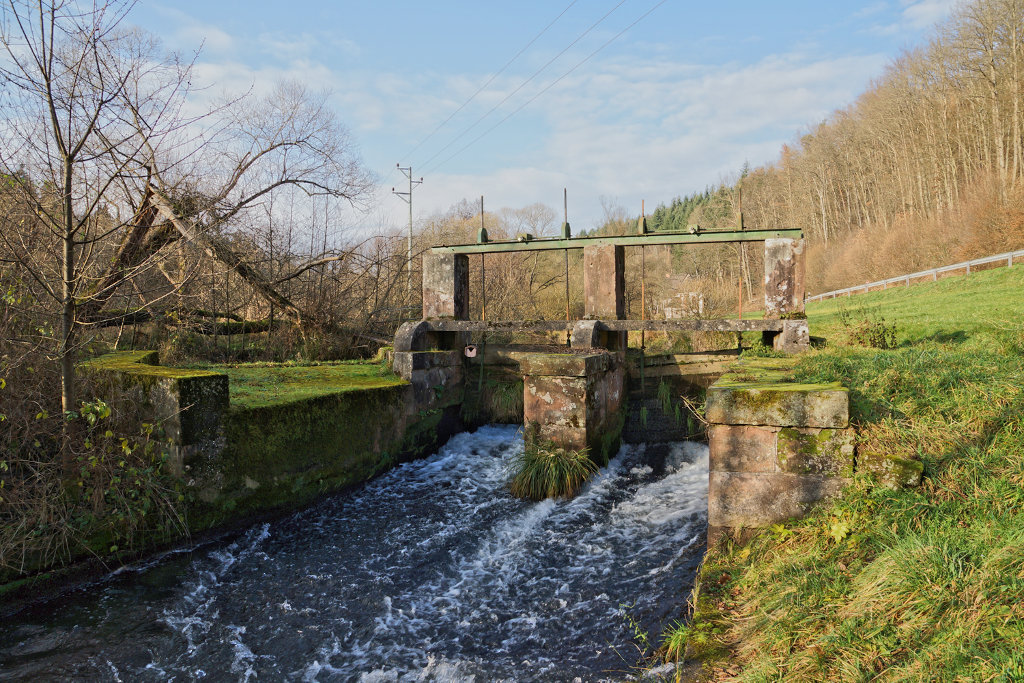
Wehr oberhalb von Niederschlettenbach
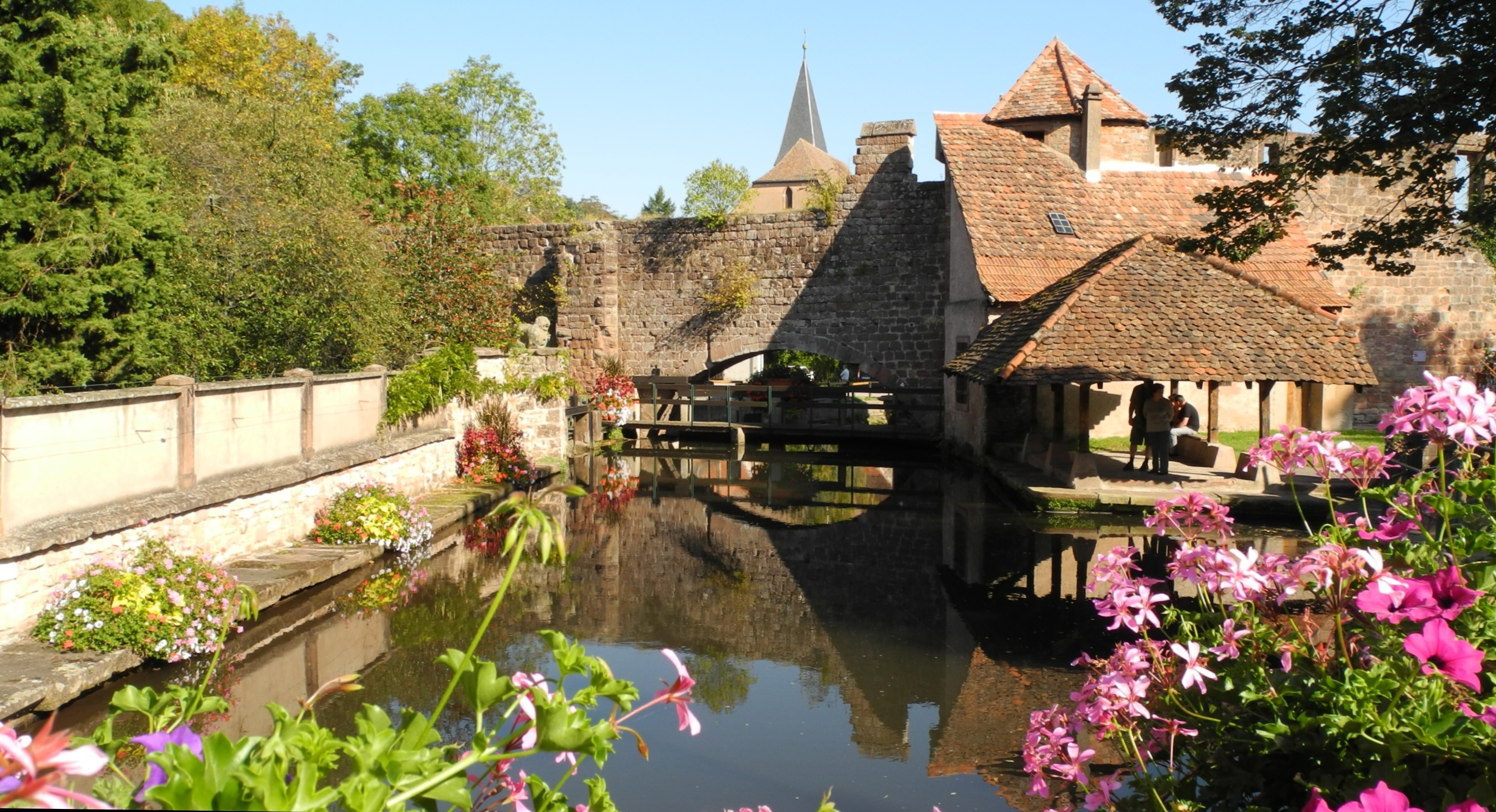
Wehr in Wissembourg